# Liste der Kulturdenkmale in Flensburg-Altstadt - Bauliche Anlagen (I–Z)
In der Liste der Kulturdenkmale in Flensburg-Altstadt sind alle Kulturdenkmale des Stadtteils Altstadt (beziehungsweise der Flensburger Innenstadt) der schleswig-holsteinischen Stadt Flensburg aufgelistet. Der Erstellung diente insbesondere die im Hauptartikel gelistete Literatur. (Stand: 14. April 2025).
Aufgrund der hohen Anzahl der Kulturdenkmale wurde die alphabetisch nach Adressen geordnete Liste in folgende drei Teillisten untergliedert:
- Liste der Kulturdenkmale in Flensburg-Altstadt mit Sachgesamtheiten und Mehrheit von baulichen Anlagen
- Liste der Kulturdenkmale in Flensburg-Altstadt - Bauliche Anlagen (A–H)
- Liste der Kulturdenkmale in Flensburg-Altstadt – Bauliche Anlagen (I–Z)

Diese Teilliste enthält alle Kulturdenkmale von A bis H.
Die Bodendenkmale sind in der Liste der Bodendenkmale in Flensburg erfasst.

## Legende
In den Spalten befinden sich folgende Informationen:
- Objekt-ID: die Nummer des Kulturdenkmales
- Lage: die Adresse des Kulturdenkmales und die geographischen Koordinaten. Kartenansicht, um Koordinaten zu setzen. In der Kartenansicht sind Kulturdenkmale ohne Koordinaten mit einem roten Marker dargestellt und können in der Karte gesetzt werden. Kulturdenkmale ohne Bild sind mit einem blauen Marker gekennzeichnet, Kulturdenkmale mit Bild mit einem grünen Marker.
- Offizielle Bezeichnung: Bezeichnung des Kulturdenkmales
- Beschreibung: die Beschreibung des Kulturdenkmales
- Bild: ein Bild des Kulturdenkmales

## Bauliche Anlagen
| Objekt-ID      | Lage                                                  | Offizielle Bezeichnung                            | Beschreibung | Bild                             |
| -------------- | ----------------------------------------------------- | ------------------------------------------------- | --- | -------------------------------- |
| 57             | Klostergang 5 (54° 46′ 54″ N, 9° 26′ 13″ O)           | ehem. Haushaltungsschule                          | Alteintragung (Aktualisierung vorgesehen) - Begründung: geschichtlich, künstlerisch, städtebaulich - Schutzumfang: gesamtes Objekt - Denkmaltyp: Bauliche Anlage | BW                               |
| 22 Wikidata    | Klostergang 9 (54° 46′ 52″ N, 9° 26′ 14″ O)           | Heilig-Geist-Hospital mit Ausstattung             | Alteintragung (Aktualisierung vorgesehen) - Begründung: geschichtlich, künstlerisch, städtebaulich - Schutzumfang: gesamtes Objekt - Denkmaltyp: Bauliche Anlage | weitere Fotos \| Fotos hochladen |
| 1314           | Kompagniestraße 4 (54° 47′ 24″ N, 9° 25′ 58″ O)       | Wohnhaus                                          | ehem. Kirchvogtei; um 1800; schmales zweigeschossiges Traufenhaus mit pfannengedecktem Satteldach, OG und zweifach vorkragender Westgiebel in Fachwerk, sonst massiv, Mittelportal mit profilierter Rahmung - Begründung: geschichtlich, städtebaulich - Schutzumfang: gesamtes Objekt - Denkmaltyp: Bauliche Anlage, Sachgesamtheit: Kirche St. Marien | Fotos hochladen                  |
| 1315           | Kompagniestraße 6 (54° 47′ 24″ N, 9° 25′ 58″ O)       | Wohnhaus                                          | Wohnhaus; 17./18. Jh.; westl. Haushälfte eines Doppelhauses, zweigeschossiger Fachwerkbau mit pfannengedecktem Satteldach und Putzfassade, in der Mitte des Doppelhauses Krangiebel über Ladetor - Begründung: geschichtlich, städtebaulich - Schutzumfang: gesamtes Objekt - Denkmaltyp: Bauliche Anlage, Sachgesamtheit: Kirche St. Marien | Fotos hochladen                  |
| 1861           | Kompagniestraße 8 (54° 47′ 24″ N, 9° 25′ 59″ O)       | Wohnhaus                                          | Wohnhaus; 17./18. Jh.; östl. Haushälfte eines Doppelhauses, zweigeschossiger Fachwerkbau mit pfannengedecktem Satteldach und Putzfassade, Giebel auf gratigen Knaggen vorgekragt, in der Mitte des Doppelhauses Krangiebel über Ladetor - Begründung: geschichtlich, städtebaulich - Schutzumfang: gesamtes Objekt - Denkmaltyp: Bauliche Anlage, Sachgesamtheit: Kirche St. Marien | Fotos hochladen                  |
| 1901           | Kompagniestraße 9 (54° 47′ 25″ N, 9° 25′ 56″ O)       | Wohnhaus                                          | Alteintragung (Aktualisierung vorgesehen) - Begründung: - Schutzumfang: Alteintragung (Aktualisierung vorgesehen) - Denkmaltyp: Bauliche Anlage | Fotos hochladen                  |
| 14060          | Kompagniestraße 10 (54° 47′ 24″ N, 9° 26′ 0″ O)       | Wohnhaus                                          | Wohnhaus; dat. 1755; ehem. Schuppen, zweigeschossiger geschlämmter Backsteinbau mit pfannengedecktem einhüftigem Satteldach - Begründung: geschichtlich, städtebaulich - Schutzumfang: gesamtes Objekt - Denkmaltyp: Bauliche Anlage | BW                               |
| 1899 Wikidata  | Marienkirchhof (54° 47′ 24″ N, 9° 25′ 56″ O)          | Kirche St. Marien mit Ausstattung                 | Kirche St. Marien mit Ausstattung; ab 1248; chorlose, dreischiffige gotische Backsteinstufenhalle mit barockem Mansarddach, an der neogotisch umgestalteten Westseite eingezogener Turm, Gliederung durch Stützpfeiler und breite spitzbogige Fenster - Begründung: geschichtlich, künstlerisch, städtebaulich - Schutzumfang: gesamtes Objekt - Denkmaltyp: Bauliche Anlage, Sachgesamtheit: Kirche St. Marien | weitere Fotos \| Fotos hochladen |
| 23203          | Marienkirchhof (54° 47′ 23″ N, 9° 25′ 57″ O)          | gepflasterter Kirchhof                            | gepflasterter Kirchhof; die Kirche St. Marien umgebender Kirchhof mit Pflasterungen unterschiedlicher Form und Entstehungszeit, bis 1814 als Friedhof genutzt - Begründung: geschichtlich, städtebaulich - Schutzumfang: gepflasterter Kirchhof, Grabmale bis 1870, Granitpfeiler Einfriedungen, Lindenreihen - Denkmaltyp: Bauliche Anlage, Sachgesamtheit: Kirche St. Marien | Fotos hochladen                  |
| 1903           | Marienkirchhof 1 (54° 47′ 22″ N, 9° 25′ 57″ O)        | ehem. Hauptpastorat von St. Marien                | ehem. Hauptpastorat von St. Marien; dat. 1583, Umbau 1897; zweigeschossiges Backsteingiebelhaus mit pfannengedecktem Satteldach und Putzfassade mit reicher Rundbogenblendengliederung - Begründung: geschichtlich, künstlerisch, städtebaulich - Schutzumfang: gesamtes Objekt - Denkmaltyp: Bauliche Anlage, Sachgesamtheit: Kirche St. Marien | Fotos hochladen                  |
| 14243 Wikidata | Marienkirchhof 2 - 3 (54° 47′ 23″ N, 9° 25′ 59″ O)    | Marien-Schule                                     | Marien-Schule; 1887-1889, vermutl. Otto Fielitz; dreigeschossiger winkelförmig angelegter Backsteinbau mit reicher neugotischer Gestaltung und pfannengedecktem Satteldach, diagonal in den Winkel gestellt turmartig überhöhtes Treppenhaus mit geschultertem - Begründung: geschichtlich, künstlerisch, städtebaulich - Schutzumfang: gesamtes Objekt - Denkmaltyp: Bauliche Anlage, Sachgesamtheit: Kirche St. Marien | weitere Fotos \| Fotos hochladen |
| 14244          | Marienkirchhof 4 - 5 (54° 47′ 24″ N, 9° 25′ 59″ O)    | Doppelpastorat von St. Marien                     | Doppelpastorat von St. Marien; 1896, Maurermeister H. Höft; zweigeschossiger Backsteinbau mit reicher neogotischer Gestaltung und pfannengedecktem Satteldach, mittig hoher Zwerchgiebel mit Firstzinne, darunter eingezogene Eingangshalle mit Kreuzrippengewölben - Begründung: geschichtlich, künstlerisch, städtebaulich - Schutzumfang: gesamtes Objekt - Denkmaltyp: Bauliche Anlage, Sachgesamtheit: Kirche St. Marien | weitere Fotos \| Fotos hochladen |
| 168            | Marienkirchhof 6 (54° 47′ 24″ N, 9° 25′ 57″ O)        | ehem. Distrikt-Schule                             | ehem. Distrikt-Schule; 1794, 1834; geschlämmter zweigeschossiger Backsteinbau auf winkelförmigem Grund mit pfannengedeckten Sattel- und Halbwalmdächern, schlichte Fronten teilw. mit Bänderung - Begründung: geschichtlich, wissenschaftlich, städtebaulich - Schutzumfang: gesamtes Objekt - Denkmaltyp: Bauliche Anlage, Sachgesamtheit: Kirche St. Marien | BW                               |
| 1852           | Marienstraße 1 (54° 47′ 23″ N, 9° 25′ 53″ O)          | Gasthaus "Porticus 1740"                          | Gasthaus "Porticus 1740"; 17./18. Jh.; zweigeschossiges giebelständiges Eckhaus, Traufseite in Fachwerk, vorkragendes Obergeschoss über Knaggen, vierachsiger Anbau unter gleichem Satteldach nach Westen - Begründung: geschichtlich, wissenschaftlich, städtebaulich - Schutzumfang: gesamtes Objekt - Denkmaltyp: Bauliche Anlage, Mehrheit von baulichen Anlagen: Wohnhäuser Marienstraße 1-19 | weitere Fotos \| Fotos hochladen |
| 1904           | Marienstraße 3 - 5 (54° 47′ 23″ N, 9° 25′ 53″ O)      | Wohnhaus                                          | Wohnhaus; 17. Jh.; zweigeschossiges verputztes Fachwerk Doppelhaus, traufständig unter Satteldach, profilierte Knaggen des auskragenden Obergeschosses - Begründung: geschichtlich, städtebaulich - Schutzumfang: gesamtes Objekt - Denkmaltyp: Bauliche Anlage, Mehrheit von baulichen Anlagen: Wohnhäuser Marienstraße 1-19 | Fotos hochladen                  |
| 169            | Marienstraße 6 (54° 47′ 23″ N, 9° 25′ 50″ O)          | Speicher                                          | Speicher; 1720/30; dreigeschossiger Speicher mit Satteldach aus Gelb- und Rotstein, mit vorgesetztem rundem Treppenturm des späten 18. Jh. aus Gelbstein, Ladeluken und Tor - Begründung: geschichtlich, wissenschaftlich, städtebaulich - Schutzumfang: gesamtes Objekt - Denkmaltyp: Bauliche Anlage, Sachgesamtheit: Kaufmannshof Marienburg | weitere Fotos \| Fotos hochladen |
| 14248          | Marienstraße 6 (54° 47′ 23″ N, 9° 25′ 51″ O)          | Kontorhaus                                        | Kontorhaus; 1914, Anton Meyer; zweigeschossiges Kontorhaus mit auf Knaggen vorkragendem Fachwerkdrempel, Portaleingang, breite Schleppgaube im Satteldach, Heimatschutzarchitektur - Begründung: geschichtlich, städtebaulich - Schutzumfang: gesamtes Objekt - Denkmaltyp: Bauliche Anlage, Sachgesamtheit: Kaufmannshof Marienburg | BW                               |
| 170            | Marienstraße 7 (54° 47′ 23″ N, 9° 25′ 52″ O)          | Wohnhaus                                          | Wohnhaus; um 1840; zweigeschossiges geschlämmtes Traufenhaus mit schlichter Fassade und Fachwerkgiebel-wänden, ausgebautes Krummbinderdach zur Straße mit Schleppgaube, zum Hof Gaube über der Mittelachse - Begründung: geschichtlich, wissenschaftlich, städtebaulich - Schutzumfang: gesamtes Objekt - Denkmaltyp: Bauliche Anlage, Mehrheit von baulichen Anlagen: Wohnhäuser Marienstraße 1-19 | BW                               |
| 171            | Marienstraße 8 (54° 47′ 23″ N, 9° 25′ 51″ O)          | Wohnhaus mit Laden                                | Wohnhaus mit Laden; 17./18. Jh.; zweigeschossiges dreiachsiges Fachwerktraufenhaus mit vorkragendem Obergeschoss auf vier schlichten Knaggen, Satteldach, Gefache mit Füllziegelmuster, Laden im Erdgeschoss - Begründung: geschichtlich, künstlerisch - Schutzumfang: gesamtes Objekt - Denkmaltyp: Bauliche Anlage, Mehrheit von baulichen Anlagen: Wohnhauszeile Marienstraße 8-14 | Fotos hochladen                  |
| 1905           | Marienstraße 9 (54° 47′ 23″ N, 9° 25′ 52″ O)          | Wohnhaus                                          | Wohnhaus; (um 1850) Neubau 1986, Povl Leckband; dreigeschossiges geschlämmtes Traufenhaus mit Satteldach, Sprossenfenster in drei Achsen, Verblendmauerwerk - Begründung: wissenschaftlich, städtebaulich - Schutzumfang: gesamtes Objekt - Denkmaltyp: Bauliche Anlage, Mehrheit von baulichen Anlagen: Wohnhäuser Marienstraße 1-19 | Fotos hochladen                  |
| 1906           | Marienstraße 10 (54° 47′ 23″ N, 9° 25′ 51″ O)         | Wohnhaus                                          | Wohnhaus; 17. Jh.; Zweigeschossiges verputztes Traufenhaus, auf profilierten Knaggen vorkragendes Obergeschoss, an Rückfront freiliegende Fachwerkkonstruktion, verbretterte Gaube nach Norden und Süden, Satteldach - Begründung: geschichtlich, künstlerisch, städtebaulich - Schutzumfang: gesamtes Objekt - Denkmaltyp: Bauliche Anlage, Mehrheit von baulichen Anlagen: Wohnhauszeile Marienstraße 8-14 | Fotos hochladen                  |
| 1907           | Marienstraße 11 (54° 47′ 23″ N, 9° 25′ 51″ O)         | Wohnhaus                                          | Wohnhaus; um 1850; dreigeschossiges geschlämmtes Traufenhaus, schlichte von gestuftem Traufgesims abgeschlossene Fassade, im Hauptgeschoss stichbogig schließende Fenster - Begründung: geschichtlich, städtebaulich - Schutzumfang: gesamtes Objekt - Denkmaltyp: Bauliche Anlage, Mehrheit von baulichen Anlagen: Wohnhäuser Marienstraße 1-19 | Fotos hochladen                  |
| 173            | Marienstraße 12 (54° 47′ 23″ N, 9° 25′ 51″ O)         | Wohnhaus                                          | Wohnhaus; um 1800; zweigeschossiges Traufenhaus mit schlichter Putzfassade und geschweiftem Satteldach, zweiflügelige beschnitzte Empire-Haustür, befensterte Rückfront, im Innern bauzeitliche Ausstattung - Begründung: geschichtlich, städtebaulich - Schutzumfang: gesamtes Objekt - Denkmaltyp: Bauliche Anlage, Mehrheit von baulichen Anlagen: Wohnhauszeile Marienstraße 8-14 | Fotos hochladen                  |
| 39510          | Marienstraße 13 (54° 47′ 23″ N, 9° 25′ 51″ O)         | Wohnhaus                                          | Wohnhaus; um 1850; dreigeschossiges Wohnhaus mit traufständigem Kniestock unter flachem Mansarddach, geschlämmte Backsteinfront, gleichmäßig gereihte Fenster - Begründung: geschichtlich, städtebaulich - Schutzumfang: gesamtes Objekt - Denkmaltyp: Bauliche Anlage, Mehrheit von baulichen Anlagen: Wohnhäuser Marienstraße 1-19 | Fotos hochladen                  |
| 174            | Marienstraße 14 (54° 47′ 23″ N, 9° 25′ 50″ O)         | Wohnhaus                                          | Wohnhaus; um 1800, Teilumbau 1919; zweigeschossiges Traufenhaus mit Putzfassade, ursprünglich mit Nr. 12 unter einem Dach, im Innern bauzeitliche Ausstattung - Begründung: geschichtlich, städtebaulich - Schutzumfang: gesamtes Objekt - Denkmaltyp: Bauliche Anlage, Mehrheit von baulichen Anlagen: Wohnhauszeile Marienstraße 8-14 | Fotos hochladen                  |
| 2010           | Marienstraße 15 (54° 47′ 22″ N, 9° 25′ 51″ O)         | Wohnhaus                                          | Wohnhaus; 17./18. Jh.; zweigeschossiges Fachwerktraufenhaus mit Satteldach, über profilierten Konsolknaggen vorkragendes Obergeschoss, beschnitzte frühklassizistische Haustür um 1780 - Begründung: geschichtlich, wissenschaftlich, städtebaulich - Schutzumfang: gesamtes Objekt - Denkmaltyp: Bauliche Anlage, Mehrheit von baulichen Anlagen: Wohnhäuser Marienstraße 1-19 | Fotos hochladen                  |
| 175            | Marienstraße 17 (54° 47′ 22″ N, 9° 25′ 50″ O)         | Wohnhaus                                          | Wohnhaus; 18. Jh.; zweigeschossiges geschlämmtes Traufenhaus von drei Achsen mit Fachwerkobergeschoss über profilierter Schwelle mit Gaube im Satteldach - Begründung: geschichtlich, wissenschaftlich, städtebaulich - Schutzumfang: gesamtes Objekt - Denkmaltyp: Bauliche Anlage, Mehrheit von baulichen Anlagen: Wohnhäuser Marienstraße 1-19 | Fotos hochladen                  |
| 14038          | Marienstraße 18 (54° 47′ 23″ N, 9° 25′ 49″ O)         | Wohnhaus                                          | Wohnhaus; 1840; zweigeschossiges Traufenhaus mit Satteldach und frei stehender westl. Giebelfront, Putzbau mit schlichten Fassaden und stichbogigen Fenstern - Begründung: geschichtlich, städtebaulich - Schutzumfang: gesamtes Objekt - Denkmaltyp: Bauliche Anlage | BW                               |
| 1908           | Marienstraße 19 (54° 47′ 22″ N, 9° 25′ 50″ O)         | Wohnhaus                                          | Wohnhaus; 18. Jh.; geschlämmtes zweigeschossiges Traufenhaus mit vierachsige Fassade mit je einer Tür in beiden Geschossen, im Obergeschoß teilweise noch Fachwerk erhaltenen, Satteldach - Begründung: geschichtlich, wissenschaftlich, städtebaulich - Schutzumfang: gesamtes Objekt - Denkmaltyp: Bauliche Anlage, Mehrheit von baulichen Anlagen: Wohnhäuser Marienstraße 1-19 | Fotos hochladen                  |
| 1469           | Marienstraße 20 (54° 47′ 23″ N, 9° 25′ 48″ O)         | Wohnhaus                                          | Wohnhaus; um 1840; zweigeschossiger breitgelagerter Putzbau mit Walmdach, spätklassizistische Putzfassade mit gleichmäßig gereihten Fenstern, mittig schlichtes Gebälkportal und Freitreppe - Begründung: geschichtlich, städtebaulich - Schutzumfang: Wohnhaus, Einfriedung - Denkmaltyp: Bauliche Anlage | Fotos hochladen                  |
| 8895           | Marienstraße 33 (54° 47′ 23″ N, 9° 25′ 46″ O)         | Wohnhaus                                          | Alteintragung (Aktualisierung vorgesehen) - Begründung: geschichtlich, künstlerisch, städtebaulich - Schutzumfang: gesamtes Objekt - Denkmaltyp: Bauliche Anlage | Fotos hochladen                  |
| 26504          | Neue Straße 5 (54° 47′ 27″ N, 9° 25′ 56″ O)           | Wohn- und Geschäftshaus                           | Wohn- und Geschäftshaus; 18.-19. Jahrhundert zweigeschossiger Traufenbau mit Satteldach, klassizistische Putzfassade mit mittigem ornamentiertem Stuckfeld, bauzeitliche Ausstattung, Rückflügel und Hofgebäude - Begründung: geschichtlich, städtebaulich - Schutzumfang: gesamtes Objekt - Denkmaltyp: Bauliche Anlage, Mehrheit von baulichen Anlagen: Baugruppe Neue Straße 1-19 | BW                               |
| 26506          | Neue Straße 11 - 13 (54° 47′ 27″ N, 9° 25′ 57″ O)     | Wohn- und Geschäftshaus                           | Wohn- und Geschäftshaus; 18.-19. Jahrhundert; zweigeschossiger Putzbau mit asymmetrischem Satteldach in Traufstellung, im Innern qualitätvolle Ausstattung des 18. u. 19. Jhs. wie z.B. Delfter Fliesenspiegel erhalten - Begründung: geschichtlich, künstlerisch, städtebaulich - Schutzumfang: gesamtes Objekt - Denkmaltyp: Bauliche Anlage, Mehrheit von baulichen Anlagen: Baugruppe Neue Straße 1-19 | BW                               |
| 1909           | Neue Straße 15 - 17 (54° 47′ 27″ N, 9° 25′ 58″ O)     | Wohnhaus                                          | Wohnhaus; E. 18. Jahrhundert; Giebelhaus mit Satteldach, zweigeschossige Straßenfassade mit spiegel- symmetrischer Gliederung, gemauertes Erdgeschoss und Obergeschoss sowie Dreiecksgiebel in Fachwerk, spiegelbildlich angeordnete Grundrisse - Begründung: geschichtlich, wissenschaftlich, städtebaulich - Schutzumfang: gesamtes Objekt - Denkmaltyp: Bauliche Anlage, Mehrheit von baulichen Anlagen: Baugruppe Neue Straße 1-19 | Fotos hochladen                  |
| 14234          | Nikolaikirchhof 2 (54° 47′ 0″ N, 9° 26′ 7″ O)         | ehem. Distriktschule                              | ehem. Distriktschule; 1792, 1. H. 19. Jh.; dreigeschossiger Gelbsteinbau auf Granitquadersockel mit pfannengedecktem Satteldach, die schlichte Front mit Bänderung und dreiachsigem übergiebeltem Zwerchhaus - Begründung: geschichtlich, künstlerisch, städtebaulich - Schutzumfang: gesamtes Äußeres - Denkmaltyp: Bauliche Anlage, Sachgesamtheit: Kirche St. Nikolai | BW                               |
| 14254          | Nikolaikirchhof 3 (54° 47′ 0″ N, 9° 26′ 5″ O)         | ehem. Nikolai-Mädchenschule                       | ehem. Nikolai-Mädchenschule; um 1890, vermutl. Otto Fielitz; dreigeschossiger Gelbsteinbau auf hohem Sockel mit Rotsteingliederung und reicher neugotischer Gestaltung unter flachgeneigtem Walmdach - Begründung: geschichtlich, künstlerisch, städtebaulich - Schutzumfang: gesamtes Äußeres - Denkmaltyp: Bauliche Anlage, Sachgesamtheit: Kirche St. Nikolai | BW                               |
| 1911           | Nikolaikirchhof 7 (54° 46′ 58″ N, 9° 26′ 8″ O)        | Organistenhaus                                    | Organistenhaus; 1750; schlichter zweigeschossiger Gelbsteinbau mit pfannengedecktem Satteldach von Feldsteinmauer eingefasster Terrasse - Begründung: geschichtlich, künstlerisch, städtebaulich - Schutzumfang: gesamtes Objekt - Denkmaltyp: Bauliche Anlage, Sachgesamtheit: Kirche St. Nikolai | Fotos hochladen                  |
| 1900 Wikidata  | Nikolaikirchhof 8 (54° 46′ 59″ N, 9° 26′ 8″ O)        | Kirche St. Nikolai mit Ausstattung                | Kirche St. Nikolai mit Ausstattung; ab 1390; chorlose, dreischiffige spätgotische Backsteinstufenhalle mit durchlaufendem hohem Satteldach, Westturm neogotisch umgeformt, Gliederung durch dreibahnige Fenster zwischen schlichten Stützpfeilern und Kranzgesims, südl. und nördl. zwei Eingangs- bzw. Kapellenvorbauten - Begründung: geschichtlich, künstlerisch, städtebaulich - Schutzumfang: gesamtes Objekt - Denkmaltyp: Bauliche Anlage, Sachgesamtheit: Kirche St. Nikolai | weitere Fotos \| Fotos hochladen |
| 51272          | Nikolaistraße 2 (54° 47′ 4″ N, 9° 26′ 9″ O)           | Wohn- und Geschäftshaus                           | Geschäftshaus Nikolaistraße 2; 1904, 1922, 1955–58, 1992–93, Architekten Willrath, Troost, Stoffers, Carlson; viergeschossiger Putzbau mit ausgebautem Satteldach und polygonalem Eckturm, Lisenengliederung, hochrechteckige Sprossenfenster - Begründung: geschichtlich, städtebaulich - Schutzumfang: gesamtes Objekt - Denkmaltyp: Bauliche Anlage, Mehrheit von baulichen Anlagen: Geschäftshaus Nikolaistraße 2-4 | BW                               |
| 9580           | Nikolaistraße 3 (54° 47′ 5″ N, 9° 26′ 9″ O)           | Wohn- und Geschäftshaus                           | Alteintragung (Aktualisierung vorgesehen) - Begründung: geschichtlich, künstlerisch, städtebaulich - Schutzumfang: gesamtes Objekt - Denkmaltyp: Bauliche Anlage | Fotos hochladen                  |
| 9581           | Nikolaistraße 5 (54° 47′ 5″ N, 9° 26′ 10″ O)          | Wohn- und Geschäftshaus                           | Alteintragung (Aktualisierung vorgesehen) - Begründung: geschichtlich, künstlerisch, städtebaulich - Schutzumfang: gesamtes Objekt - Denkmaltyp: Bauliche Anlage | Fotos hochladen                  |
| 9582           | Nikolaistraße 7 (54° 47′ 6″ N, 9° 26′ 11″ O)          | Wohn- und Geschäftshaus                           | Wohn- und Geschäftshaus; 1905, Heinrich Petersen/Friedrich Maaß; viergeschossiger Bau mit reich gegliederter Putzfassade in Formen des Jugendstils, Mitte der Dachzone durch breiten Zwerchgiebel betont, halbrunder Erker, Fenster durch Stuckfelder zusammengefasst - Begründung: geschichtlich, künstlerisch, städtebaulich - Schutzumfang: gesamtes Objekt - Denkmaltyp: Bauliche Anlage | Fotos hochladen                  |
| 193            | Nikolaistraße 10 (54° 47′ 5″ N, 9° 26′ 12″ O)         | Wohn- und Geschäftshaus                           | Alteintragung (Aktualisierung vorgesehen) - Begründung: geschichtlich, künstlerisch, städtebaulich - Schutzumfang: gesamtes Objekt - Denkmaltyp: Bauliche Anlage | weitere Fotos \| Fotos hochladen |
| 20071 Wikidata | Nordergraben 36 (54° 47′ 15″ N, 9° 25′ 53″ O)         | Kath. Kirche St. Marien Schmerzhafte Mutter       | Kath. Kirche St. Marien Schmerzhafte Mutter; 1898, geweiht 1900, Architekt: Heinrich Flügel, Baumeister E. Brettschneider; dreischiffige Backsteinhallenkirche in neugotischer Formgebung mit nach Norden weisendem, polygonalem Chor und spitzbehelmtem Turm mit Hauptportal an der Südwestecke - Begründung: geschichtlich, künstlerisch, städtebaulich - Schutzumfang: gesamtes Objekt - Denkmaltyp: Bauliche Anlage | weitere Fotos \| Fotos hochladen |
| 305 Wikidata   | Nordergraben 60 (54° 47′ 20″ N, 9° 25′ 48″ O)         | ehem. Landeszentralbank                           | Alteintragung (Aktualisierung vorgesehen) - Begründung: geschichtlich, künstlerisch, städtebaulich - Schutzumfang: gesamtes Objekt - Denkmaltyp: Bauliche Anlage | weitere Fotos \| Fotos hochladen |
| 6388           | Nordergraben 64 (54° 47′ 21″ N, 9° 25′ 45″ O)         | Mietwohnungshaus                                  | Alteintragung (Aktualisierung vorgesehen) - Begründung: geschichtlich, künstlerisch, städtebaulich - Schutzumfang: Alteintragung (Aktualisierung vorgesehen) - Denkmaltyp: Bauliche Anlage | Fotos hochladen                  |
| 6389           | Nordergraben 66 (54° 47′ 21″ N, 9° 25′ 45″ O)         | Mietwohnungshaus                                  | Alteintragung (Aktualisierung vorgesehen) - Begründung: geschichtlich, künstlerisch, städtebaulich - Schutzumfang: Alteintragung (Aktualisierung vorgesehen) - Denkmaltyp: Bauliche Anlage | Fotos hochladen                  |
| 6390           | Nordergraben 68 (54° 47′ 21″ N, 9° 25′ 44″ O)         | Mietwohnungshaus                                  | Alteintragung (Aktualisierung vorgesehen) - Begründung: geschichtlich, künstlerisch, städtebaulich - Schutzumfang: Alteintragung (Aktualisierung vorgesehen) - Denkmaltyp: Bauliche Anlage | Fotos hochladen                  |
| 1912 Wikidata  | Norderhofenden 1 (54° 47′ 14″ N, 9° 26′ 10″ O)        | ehem. Hotel "Flensburger Hof" (Polizeiinspektion) | Alteintragung (Aktualisierung vorgesehen); ehemaliges Hotel „Flensburger Hof“, später Polizeipräsidium, Polizeiinspektion und heute Polizeidirektion - Begründung: geschichtlich, künstlerisch, städtebaulich - Schutzumfang: Alteintragung (Aktualisierung vorgesehen) - Denkmaltyp: Bauliche Anlage | weitere Fotos \| Fotos hochladen |
| 322            | Nordermarkt 4 (54° 47′ 22″ N, 9° 25′ 57″ O)           | Wohn- und Geschäftshaus                           | Wohn- und Geschäftshaus; um 1860; dreigeschossiger Gelbsteinbau mit Pfannendach, spätklassizistischer Putzfassade und stumpfer Ecke - Begründung: geschichtlich, städtebaulich - Schutzumfang: gesamtes Objekt - Denkmaltyp: Bauliche Anlage, Mehrheit von baulichen Anlagen: Wohn- und Geschäftshäuser Nordermarkt 4-7 | Fotos hochladen                  |
| 1914           | Nordermarkt 5 (54° 47′ 22″ N, 9° 25′ 56″ O)           | Wohn- und Geschäftshaus                           | Wohn- und Geschäftshaus; 18. Jh.; zweigeschossige Fachwerkbude mit pfannengedecktem Satteldach, jüngerer Putzfassade und Mittelzwerchhaus - Begründung: geschichtlich, städtebaulich - Schutzumfang: gesamtes Objekt - Denkmaltyp: Bauliche Anlage, Mehrheit von baulichen Anlagen: Wohn- und Geschäftshäuser Nordermarkt 4-7 | Fotos hochladen                  |
| 1915           | Nordermarkt 6 (54° 47′ 22″ N, 9° 25′ 56″ O)           | Wohnhaus                                          | Wohnhaus; 18. Jh.; zweigeschossige Fachwerkbude mit pfannengedecktem Satteldach, jüngerer Putzfassade und Mittelzwerchhaus in Fachwerk - Begründung: geschichtlich, städtebaulich - Schutzumfang: gesamtes Objekt - Denkmaltyp: Bauliche Anlage, Mehrheit von baulichen Anlagen: Wohn- und Geschäftshäuser Nordermarkt 4-7 | Fotos hochladen                  |
| 1913           | Nordermarkt (54° 47′ 21″ N, 9° 25′ 56″ O)             | Neptunbrunnen                                     | Alteintragung (Aktualisierung vorgesehen) - Begründung: geschichtlich, wissenschaftlich, künstlerisch, städtebaulich - Schutzumfang: gesamtes Objekt - Denkmaltyp: Bauliche Anlage | weitere Fotos \| Fotos hochladen |
| 14263          | Norderstraße 1 (54° 47′ 23″ N, 9° 25′ 53″ O)          | Wohn- und Geschäftshaus                           | Wohn- und Geschäftshaus; um 1870/75; dreigeschossiger Putzbau in Ecklage mit Kieler Dach, zurückhaltende spätklassizistische Gliederung, im Innern historistische Ausstattung und mittelalterlicher Gewölbekeller des Vorgängerbaus - Begründung: geschichtlich, wissenschaftlich, künstlerisch, städtebaulich - Schutzumfang: Wohn- und Geschäftshaus, - Denkmaltyp: Bauliche Anlage, Mehrheit von baulichen Anlagen: Wohn- und Geschäftshäuser Norderstraße 1-19 | BW                               |
| 13967          | Norderstraße 2 (54° 47′ 25″ N, 9° 25′ 54″ O)          | Wohn- und Geschäftshaus                           | Wohn- und Geschäftshaus; um 1870/75; dreigeschossiger Putzbau mit flachgeneigtem Dach und spätklassizistischer Fassade, als Eckgebäude zu Kompagniestraße mit stumpfer Ecke - Begründung: geschichtlich, städtebaulich - Schutzumfang: gesamtes Objekt - Denkmaltyp: Bauliche Anlage, Mehrheit von baulichen Anlagen: Wohn- und Geschäftshäuser Norderstraße 2, 4/Kompagniestraße 1, 3 | BW                               |
| 14264          | Norderstraße 3 (54° 47′ 24″ N, 9° 25′ 53″ O)          | Wohn- und Geschäftshaus                           | Wohn- und Geschäftshaus; 1898, Maurermeister H. Höft; viergeschossiger Backsteinbau mit reicher historisierender Fassadenzier in Putz, außermittig Kastenerker, darüber Turmhelm mit vorgesetzter Gaube, schlichteres EG mit Hofdurchfahrt, nach Westen hofumschließender Rückflügel - Begründung: geschichtlich, künstlerisch, städtebaulich - Schutzumfang: gesamtes Objekt - Denkmaltyp: Bauliche Anlage, Mehrheit von baulichen Anlagen: Wohn- und Geschäftshäuser Norderstraße 1-19 | BW                               |
| 14265          | Norderstraße 4 (54° 47′ 25″ N, 9° 25′ 54″ O)          | Wohn- und Geschäftshaus                           | Wohn- und Geschäftshaus; 1888, Gebr. Hummel, im Kern älter; dreigeschossiger traufständiger Putzbau mit flachgeneigtem Satteldach und schlichter spätklassizistischer Fassade, der linke Teil risalitartig vortretend - Begründung: geschichtlich, städtebaulich - Schutzumfang: gesamtes Objekt - Denkmaltyp: Bauliche Anlage, Mehrheit von baulichen Anlagen: Wohn- und Geschäftshäuser Norderstraße 2, 4/Kompagniestraße 1, 3 | BW                               |
| 47581          | Norderstraße 4 (54° 47′ 24″ N, 9° 25′ 52″ O)          | Hofgebäude                                        | Hofgebäude; um 1870; schlichter dreigeschossiger Gelbsteinbau mit Satteldach und korbbogiger Durchfahrt, Lukenachse in den OG - Begründung: geschichtlich, städtebaulich - Schutzumfang: gesamtes Objekt - Denkmaltyp: Bauliche Anlage, Mehrheit von baulichen Anlagen: Wohn- und Geschäftshäuser Norderstraße 2, 4/Kompagniestraße 1, 3 | BW                               |
| 14266          | Norderstraße 5 (54° 47′ 24″ N, 9° 25′ 53″ O)          | Wohn- und Geschäftshaus                           | Wohn- und Geschäftshaus; Fassade um 1860, im Kern 17. Jh.; zweigeschossiges Giebelhaus mit pfannengedecktem Satteldach und historistischer Putzfassade mit Stufengiebel, schlichter Rückgiebel des 18. Jahrhunderts - Begründung: geschichtlich, städtebaulich - Schutzumfang: gesamtes Objekt - Denkmaltyp: Bauliche Anlage, Mehrheit von baulichen Anlagen: Wohn- und Geschäftshäuser Norderstraße 1-19 | BW                               |
| 320            | Norderstraße 6 (54° 47′ 25″ N, 9° 25′ 54″ O)          | Wohn- und Geschäftshaus                           | Wohn- und Geschäftshaus; im Kern 15./16. Jh.; zweigeschossiges Giebelhaus mit pfannengedecktem Satteldach und schlichter Putzfassade, seitl. Utlucht - Begründung: geschichtlich, künstlerisch, städtebaulich - Schutzumfang: gesamtes Objekt - Denkmaltyp: Bauliche Anlage, Sachgesamtheit: Wohn- und Geschäftshaus Norderstraße 6 | Fotos hochladen                  |
| 46209          | Norderstraße 6 (54° 47′ 25″ N, 9° 25′ 56″ O)          | Rückflügel                                        | Rückflügel; im Kern 16. Jh.; zweigeschossiger Flügelbau mit pfannengedecktem Satteldach und Fachwerkobergeschoss mit Fußstreben und geschnitzten Halbrosetten - Begründung: geschichtlich, künstlerisch, städtebaulich - Schutzumfang: gesamtes Objekt - Denkmaltyp: Bauliche Anlage, Sachgesamtheit: Wohn- und Geschäftshaus Norderstraße 6 | BW                               |
| 198 Wikidata   | Norderstraße 8 (54° 47′ 26″ N, 9° 25′ 54″ O)          | Kaufmannshof: Vorderhaus                          | Vorderhaus; im Kern 15./16. Jh.; Mi. 18. Jh., 1914; zweigeschossiges Backsteingiebelhaus mit pfannengedecktem Satteldach und reicher spätbarocker Fassade mit seitlichen Utluchten und geschweiftem Volutengiebel über vasengeschmückter Attika - Begründung: geschichtlich, künstlerisch, städtebaulich - Schutzumfang: gesamtes Objekt - Denkmaltyp: Bauliche Anlage, Sachgesamtheit: Kaufmannshof Norderstraße 8 | weitere Fotos \| Fotos hochladen |
| 412            | Norderstraße 8 (54° 47′ 26″ N, 9° 25′ 56″ O)          | Kaufmannshof: Rückflügel                          | Rückflügel; im Kern 16. Jh.; zweigeschossiger Saalflügel aus Backstein mit pfannengedecktem Satteldach - Begründung: geschichtlich, künstlerisch, städtebaulich - Schutzumfang: gesamtes Objekt - Denkmaltyp: Bauliche Anlage, Sachgesamtheit: Kaufmannshof Norderstraße 8 | BW                               |
| 413            | Norderstraße 8 (54° 47′ 26″ N, 9° 25′ 55″ O)          | Kaufmannshof: Seitenflügel                        | Seitenflügel; im Kern 16. Jh.; eingeschossiger Backsteinflügel mit pfannengedecktem Satteldach - Begründung: geschichtlich, künstlerisch, städtebaulich - Schutzumfang: gesamtes Objekt - Denkmaltyp: Bauliche Anlage, Sachgesamtheit: Kaufmannshof Norderstraße 8 | BW                               |
| 14268          | Norderstraße 9 (54° 47′ 24″ N, 9° 25′ 53″ O)          | Wohn- und Geschäftshaus                           | Wohn- und Geschäftshaus; 1911/12, Arch. Karl Bernt, Baugeschäft Wilhelm Nielsen; viergeschossiger traufständiger Putzbau mit pfannengedecktem Mansarddach und barockisierender Gestaltung, im ersten OG zwei polygonale Fenstererker unter geschweiften Kupferdächern, Abschluss durch breiten Zwerchgiebel, nach Westen hofumschließender Rückflügel - Begründung: geschichtlich, künstlerisch, städtebaulich - Schutzumfang: gesamtes Objekt - Denkmaltyp: Bauliche Anlage, Mehrheit von baulichen Anlagen: Wohn- und Geschäftshäuser Norderstraße 1-19 | BW                               |
| 49447          | Norderstraße 10 (54° 47′ 26″ N, 9° 25′ 54″ O)         | Saalausstattung                                   | Saalausstattung; 1886; aus dem von A. W. Prale errichteten Gebäude Hafermarkt 1 vor Abbruch 1975 translozierte historistische Deckentäfelung und Eichenholzboden - Begründung: geschichtlich, wissenschaftlich, künstlerisch - Schutzumfang: gesamtes Objekt - Denkmaltyp: Teil einer baulichen Anlage, Sachgesamtheit: Kaufmannshof Norderstraße 8 | BW                               |
| 14269          | Norderstraße 11 - 13 (54° 47′ 25″ N, 9° 25′ 52″ O)    | Wohn- und Geschäftshaus                           | Wohn- und Geschäftshaus; 1888; viergeschossiger Putzbau mit zur Straße abgewalmtem Satteldach und schlichter sechsachsiger Fassade in spätklassizistischen Formen, Sohlbankgesimse, Gebälk und Segmentgiebelverdachungen profiliert - Begründung: geschichtlich, städtebaulich - Schutzumfang: gesamtes Objekt - Denkmaltyp: Bauliche Anlage, Mehrheit von baulichen Anlagen: Wohn- und Geschäftshäuser Norderstraße 1-19 | BW                               |
| 14270          | Norderstraße 15 - 17 (54° 47′ 25″ N, 9° 25′ 53″ O)    | Wohn- und Geschäftshaus                           | Wohn- und Geschäftshaus; 1886, 1901, Arch. A. W. Prale, C. Sander; älteres Giebelhaus (Nr. 15) 1886 aufgestockt und mit zeitgleichem viergeschossigem Neubau von Alexander Wilhelm Prale (Nr. 17) 1901 durch C. Sander durch einheitliche Putzfassade in kleinteiligen historisierenden Formen verbunden - Begründung: geschichtlich, künstlerisch, städtebaulich - Schutzumfang: gesamtes Objekt - Denkmaltyp: Bauliche Anlage, Mehrheit von baulichen Anlagen: Wohn- und Geschäftshäuser Norderstraße 1-19 | BW                               |
| 9112           | Norderstraße 31 (54° 47′ 27″ N, 9° 25′ 53″ O)         | Kaufmannshof: Vorderhaus                          | Kaufmannshof: Vorderhaus; 1906, Architekt Karl Bent; dreigeschossiges Giebelhaus mit flachgeneigtem Satteldach, Putzfassade durch Stegrustika gegliedert, gequaderte Pilaster im Erdgeschoss, Dreieckgiebel mit vierteiligem Segmentbogenfenster, ursprüngliche baufeste Innenausstattung - Begründung: geschichtlich, künstlerisch, städtebaulich - Schutzumfang: gesamtes Objekt - Denkmaltyp: Bauliche Anlage, Mehrheit von baulichen Anlagen: Wohn- und Geschäftshäuser Norderstraße 31-51 | Fotos hochladen                  |
| 50023          | Norderstraße 31 (54° 47′ 27″ N, 9° 25′ 51″ O)         | Kaufmannshof: Seitenflügel                        | Kaufmannshof: Seitenflügel; um 1820; ehem. Zuckerspeicher, dreigeschossiger geschlämmter Backsteinbau über 18 Fensterachsen, weit vorkragendes Satteldach auf profilierten Balkenköpfen, Achse mit Ladeluken und Kranerker, Ankerzier - Begründung: geschichtlich, städtebaulich - Schutzumfang: gesamtes Objekt - Denkmaltyp: Bauliche Anlage, Mehrheit von baulichen Anlagen: Wohn- und Geschäftshäuser Norderstraße 31-51 | BW                               |
| 14278          | Norderstraße 33 (54° 47′ 28″ N, 9° 25′ 53″ O)         | Gewerbehof: Vorderhaus                            | Gewerbehof: Vorderhaus; 1878, Zimmermeister H. P. Hüttmann; dreigeschossiger Putzbau mit flachgeneigtem Satteldach und reicher spätklassizistischer Fassadengestaltung, seitl. breites Zwerchhaus mit abgewalmtem Dach, EG zu Passage umgestaltet mit seitl. Hofdurchfahrt, Fassade spiegelbildlich auf Nr. 35 bezogen - Begründung: geschichtlich, künstlerisch, städtebaulich - Schutzumfang: gesamtes Objekt - Denkmaltyp: Bauliche Anlage, Mehrheit von baulichen Anlagen: Wohn- und Geschäftshäuser Norderstraße 31-51 | BW                               |
| 50027          | Norderstraße 35 (54° 47′ 28″ N, 9° 25′ 53″ O)         | Gewerbehof: Vorderhaus                            | Gewerbehof: Vorderhaus; 1878, Zimmermeister H. P. Hüttmann; dreigeschossiger Putzbau mit flachgeneigtem Satteldach und reicher spätklassizistischer Fassadengestaltung, seitl. breites Zwerchhaus mit abgewalmtem Dach, Fassade spiegelbildlich auf Nr. 33 bezogen - Begründung: geschichtlich, künstlerisch, städtebaulich - Schutzumfang: gesamtes Objekt - Denkmaltyp: Bauliche Anlage, Mehrheit von baulichen Anlagen: Wohn- und Geschäftshäuser Norderstraße 31-51 | BW                               |
| 201            | Norderstraße 37 (54° 47′ 28″ N, 9° 25′ 52″ O)         | Kaufmannshof: Vorderhaus                          | Kaufmannshof: Vorderhaus; 1878, Zimmermeister H. P. Hüttmann; dreigeschossiger Putzbau mit flachgeneigtem Satteldach, links gerundete und rechts zweigeschossige kastenförmige Utlucht, Gesimsgliederung, Dreieckgiebel mit steigendem Bogenfries und rundbogiger Dreifenstergruppe - Begründung: geschichtlich, städtebaulich - Schutzumfang: gesamtes Objekt - Denkmaltyp: Bauliche Anlage, Mehrheit von baulichen Anlagen: Wohn- und Geschäftshäuser Norderstraße 31-51 | Fotos hochladen                  |
| 204 Wikidata   | Norderstraße 43 (54° 47′ 29″ N, 9° 25′ 52″ O)         | Gasthaus "Silberquell"                            | Gasthaus „Silberquell“; um 1535 (d); zweigeschossiges Fachwerkgiebelhaus mit Satteldach, zweifach auf profilierter Schwelle und Konsolenknaggen ausgekragter Giebel, 2000 rekonstruierend wiederhergestellt; um 1709 (d), zweigeschossiger Rückflügel mit Fachwerkobergeschoss - Begründung: geschichtlich, künstlerisch, städtebaulich - Schutzumfang: gesamtes Objekt - Denkmaltyp: Bauliche Anlage, Mehrheit von baulichen Anlagen: Wohn- und Geschäftshäuser Norderstraße 31-51 | weitere Fotos \| Fotos hochladen |
| 205            | Norderstraße 47 (54° 47′ 29″ N, 9° 25′ 52″ O)         | Wohn- und Geschäftshaus                           | Wohn- und Geschäftshaus; um 1850; zweigeschossiges Giebelhaus mit vier Achsen, geschlämmte Fassade, Dreieckgiebel mit Firstzinne, Erdgeschoss durch Ladeneinbau verändert Begründung: geschichtlich, städtebaulich - Schutzumfang: gesamtes Objekt - Denkmaltyp: Bauliche Anlage, Mehrheit von baulichen Anlagen: Wohn- und Geschäftshäuser Norderstraße 31-51 | BW                               |
| 206            | Norderstraße 49 (54° 47′ 30″ N, 9° 25′ 52″ O)         | Handwerkerhof: Vorderhaus                         | Handwerkerhof: Vorderhaus; um 1700, Schiffer Hans Dethleffsen; zweigeschossiges Giebelhaus, im Kern um 1600, geschlämmte Front, Obergeschoss mit Saalbau, nördliche Traufseite und westlicher Giebel mit Fachwerk - Begründung: geschichtlich, künstlerisch, städtebaulich - Schutzumfang: gesamtes Objekt - Denkmaltyp: Bauliche Anlage, Mehrheit von baulichen Anlagen: Wohn- und Geschäftshäuser Norderstraße 31-51 | Fotos hochladen                  |
| 207            | Norderstraße 49 (54° 47′ 30″ N, 9° 25′ 51″ O)         | Handwerkerhof: Seitenflügel                       | Handwerkerhof: Seitenflügel; 1989; zweigeschossiger Backsteinbau mit Pultdach, Hofseite im Obergeschoss mit Holzpaneelverschalung, Pultdach mit kleinem Hauserker - Begründung: geschichtlich, städtebaulich - Schutzumfang: gesamtes Objekt - Denkmaltyp: Bauliche Anlage, Mehrheit von baulichen Anlagen: Wohn- und Geschäftshäuser Norderstraße 31-51 | BW                               |
| 422            | Norderstraße 49 (54° 47′ 30″ N, 9° 25′ 52″ O)         | Handwerkerhof: Querspeicher                       | Handwerkerhof: Querspeicher; 18. Jh.; zweigeschossiges hofabschließendes Backsteingebäude mit Tordurchfahrt, Fachwerkobergeschoss, Satteldach, Kranauslege über Dachluke rekonstruiert - Begründung: geschichtlich, städtebaulich - Schutzumfang: gesamtes Objekt - Denkmaltyp: Bauliche Anlage, Mehrheit von baulichen Anlagen: Wohn- und Geschäftshäuser Norderstraße 31-51 | BW                               |
| 423            | Norderstraße 49 (54° 47′ 30″ N, 9° 25′ 50″ O)         | Handwerkerhof: Rückflügel                         | Handwerkerhof: Rückflügel; 1. H. 19. Jh.; schlichter, geschlämmter zweigeschossiger Backsteinbau mit Pultdach, gesprosste Flügelfenster in Reihe, außenliegende Kellerniedergang - Begründung: geschichtlich, städtebaulich - Schutzumfang: gesamtes Objekt - Denkmaltyp: Bauliche Anlage, Mehrheit von baulichen Anlagen: Wohn- und Geschäftshäuser Norderstraße 31-51 | BW                               |
| 208            | Norderstraße 51 (54° 47′ 30″ N, 9° 25′ 50″ O)         | Handwerkerhof: Rückflügel                         | Handwerkerhof: Rückflügel, 1. H. 19. Jh., eingeschossiger geschlämmter Backsteinbau, Halbwalmdach, zwei seitliche Giebelluken, Kranausleger - Begründung: geschichtlich, städtebaulich - Schutzumfang: gesamtes Objekt - Denkmaltyp: Bauliche Anlage, Mehrheit von baulichen Anlagen: Wohn- und Geschäftshäuser Norderstraße 31-51 | Fotos hochladen                  |
| 1875           | Norderstraße 51 (54° 47′ 30″ N, 9° 25′ 52″ O)         | Handwerkerhof: Querspeicher                       | Handwerkerhof: Querspeicher; um 1800; zweigeschossiger Backsteinbau mit pfannengedecktem Satteldach, fünfachsige Fassade, stichbogiges Ladetor und Kranluke in der Mittelachse - Begründung: geschichtlich, städtebaulich - Schutzumfang: gesamtes Objekt - Denkmaltyp: Bauliche Anlage, Mehrheit von baulichen Anlagen: Wohn- und Geschäftshäuser Norderstraße 31-51 | BW                               |
| 35771          | Norderstraße 51 (54° 47′ 30″ N, 9° 25′ 52″ O)         | Handwerkerhof: Vorderhaus                         | Handwerkerhof: Vorderhaus; 1870er Jahre, dreigeschossiges Backsteingebäude, Ladeneinbau, Blendrahmen im Erdgeschoss, horizontal unterteilte Putzfassade, abgewalmtes Satteldach im hinteren Abschnitt Pultdach - Begründung: geschichtlich, städtebaulich - Schutzumfang: gesamtes Objekt - Denkmaltyp: Bauliche Anlage, Mehrheit von baulichen Anlagen: Wohn- und Geschäftshäuser Norderstraße 31-51 | BW                               |
| 306            | Norderstraße 72 (54° 47′ 35″ N, 9° 25′ 53″ O)         | ehem. Wasserschutzpolizei-Gebäude                 | Alteintragung (Aktualisierung vorgesehen) - Begründung: geschichtlich, künstlerisch, städtebaulich - Schutzumfang: gesamtes Objekt - Denkmaltyp: Bauliche Anlage | Fotos hochladen                  |
| 210 Wikidata   | Norderstraße 76 (54° 47′ 35″ N, 9° 25′ 53″ O)         | "Flensborghus"                                    | Alteintragung (Aktualisierung vorgesehen) - Begründung: geschichtlich, künstlerisch, städtebaulich - Schutzumfang: Alteintragung (Aktualisierung vorgesehen) - Denkmaltyp: Bauliche Anlage | weitere Fotos \| Fotos hochladen |
| 211            | Norderstraße 78 (54° 47′ 36″ N, 9° 25′ 53″ O)         | Kaufmannshof: Vorderhaus                          | Alteintragung (Aktualisierung vorgesehen) - Begründung: geschichtlich, künstlerisch, städtebaulich - Schutzumfang: Alteintragung (Aktualisierung vorgesehen) - Denkmaltyp: Bauliche Anlage | Fotos hochladen                  |
| 426            | Norderstraße 78 (54° 47′ 36″ N, 9° 25′ 56″ O)         | Kaufmannshof: Rückflügel                          | Alteintragung (Aktualisierung vorgesehen) - Begründung: geschichtlich, künstlerisch, städtebaulich - Schutzumfang: Alteintragung (Aktualisierung vorgesehen) - Denkmaltyp: Bauliche Anlage | BW                               |
| 427            | Norderstraße 78 (54° 47′ 36″ N, 9° 25′ 54″ O)         | Kaufmannshof: erster Seitenflügel                 | Alteintragung (Aktualisierung vorgesehen) - Begründung: geschichtlich, künstlerisch, städtebaulich - Schutzumfang: Alteintragung (Aktualisierung vorgesehen) - Denkmaltyp: Bauliche Anlage | BW                               |
| 27474          | Norderstraße 78 (54° 47′ 36″ N, 9° 25′ 54″ O)         | Kaufmannshof: Querspeicher                        | Alteintragung (Aktualisierung vorgesehen) - Begründung: geschichtlich, künstlerisch, städtebaulich - Schutzumfang: Alteintragung (Aktualisierung vorgesehen) - Denkmaltyp: Bauliche Anlage | BW                               |
| 30956          | Norderstraße 78 (54° 47′ 36″ N, 9° 25′ 55″ O)         | Kaufmannshof: zweiter Seitenflügel                | Alteintragung (Aktualisierung vorgesehen) - Begründung: geschichtlich, künstlerisch, städtebaulich - Schutzumfang: Alteintragung (Aktualisierung vorgesehen) - Denkmaltyp: Bauliche Anlage | BW                               |
| 215            | Norderstraße 86 (54° 47′ 37″ N, 9° 25′ 54″ O)         | Kaufmannshof: Vorderhaus                          | Alteintragung (Aktualisierung vorgesehen) - Begründung: geschichtlich, künstlerisch, städtebaulich - Schutzumfang: Alteintragung (Aktualisierung vorgesehen) - Denkmaltyp: Bauliche Anlage | Fotos hochladen                  |
| 216            | Norderstraße 86 (54° 47′ 37″ N, 9° 25′ 54″ O)         | Kaufmannshof: nördlicher erster Seitenflügel      | Alteintragung (Aktualisierung vorgesehen) - Begründung: geschichtlich, städtebaulich - Schutzumfang: Alteintragung (Aktualisierung vorgesehen) - Denkmaltyp: Bauliche Anlage | Fotos hochladen                  |
| 430            | Norderstraße 86 (54° 47′ 37″ N, 9° 25′ 55″ O)         | Kaufmannshof: nördlicher zweiter Seitenflügel     | Alteintragung (Aktualisierung vorgesehen) - Begründung: geschichtlich, städtebaulich - Schutzumfang: Alteintragung (Aktualisierung vorgesehen) - Denkmaltyp: Bauliche Anlage | Fotos hochladen                  |
| 431            | Norderstraße 86 (54° 47′ 37″ N, 9° 25′ 54″ O)         | Kaufmannshof: Querspeicher                        | Alteintragung (Aktualisierung vorgesehen) - Begründung: - Schutzumfang: Alteintragung (Aktualisierung vorgesehen) - Denkmaltyp: Bauliche Anlage | Fotos hochladen                  |
| 432            | Norderstraße 86 (54° 47′ 37″ N, 9° 25′ 56″ O)         | Kaufmannshof: südlicher Seitenflügel              | Alteintragung (Aktualisierung vorgesehen) - Begründung: geschichtlich, städtebaulich - Schutzumfang: Alteintragung (Aktualisierung vorgesehen) - Denkmaltyp: Bauliche Anlage | Fotos hochladen                  |
| 50062          | Norderstraße 86 (54° 47′ 37″ N, 9° 25′ 57″ O)         | Rückflügel                                        | Beschreibung: Alteintragung (Aktualisierung vorgesehen) Begründung: geschichtlich, künstlerisch, städtebaulich Schutzumfang: Alteintragung (Aktualisierung vorgesehen) Denkmaltyp: Bauliche Anlage | BW                               |
| 14293 Wikidata | Norderstraße 94 - 96 (54° 47′ 38″ N, 9° 25′ 54″ O)    | Wohn- und Geschäftshaus                           | Wohn- und Geschäftshaus; 1896, Maurermeister R. Jürgensen West mit Chr. Henningsen; dreigeschossiges Wohn- und Geschäftshaus mit Berliner Dach, teilverputzte Backsteinfassade, individueller historistischer Dekor - Schutzumfang: gesamtes Äußeres - Begründung: Geschichtlich, Künstlerisch, Städtebaulich | BW                               |
| 50102          | Norderstraße 108 (54° 47′ 40″ N, 9° 25′ 54″ O)        | erster Seitenflügel                               | Wohn- und Geschäftshaus: Erster Seitenflügel; um 1800; kurzer, zweigeschossiger, unterkellerter Bau mit vorgekragtem Fachwerkobergeschoss und Satteldach, Kellerzugang an der Ostseite - Begründung: geschichtlich, städtebaulich - Schutzumfang: erster Seitenflügel, - Denkmaltyp: Bauliche Anlage, Mehrheit von baulichen Anlagen: Wohn- und Geschäftshäuser Norderstraße 108-124 | BW                               |
| 50103          | Norderstraße 108 (54° 47′ 41″ N, 9° 25′ 54″ O)        | zweiter Seitenflügel                              | Wohn- und Geschäftshaus: Zweiter Seitenflügel; um 1800; rückspringender dreigeschossiger Bau mit ausgekragtem Fachwerkobergeschoss und Satteldach, Ladeluke am Ostgiebel. Ehemalige Seifensiederei - Begründung: geschichtlich, städtebaulich - Schutzumfang: zweiter Seitenflügel, - Denkmaltyp: Bauliche Anlage, Mehrheit von baulichen Anlagen: Wohn- und Geschäftshäuser Norderstraße 108-124 | BW                               |
| 325            | Norderstraße 110 (54° 47′ 41″ N, 9° 25′ 54″ O)        | Wohnhaus mit Rückflügel                           | Wohnhaus mit Rückflügel; Ende 18. Jh.; zweigeschossiger giebelständiger Backsteinbau mit pfannengedecktem Satteldach und Resten ehemaliger Fachwerkausführung an den Traufseiten, Fassade geschlämmt mit seitlichem Eingang in hölzerner Rahmung, rückwärtig leicht einspringender zweigeschossiger Flügel - Begründung: geschichtlich, städtebaulich - Schutzumfang: gesamtes Objekt - Denkmaltyp: Bauliche Anlage, Mehrheit von baulichen Anlagen: Wohn- und Geschäftshäuser Norderstraße 108-124 | BW                               |
| 326            | Norderstraße 112 (54° 47′ 41″ N, 9° 25′ 53″ O)        | Kaufmannshof: Vorderhaus                          | Kaufmannshof: Vorderhaus; Mitte 19. Jh.; dreigeschossiges Wohnhaus, Putzfassade mit klassizistischer Gliederung, giebelständig, abgewalmtes Satteldach, zugehörige Rückgebäude - Begründung: geschichtlich, städtebaulich - Schutzumfang: Kaufmannshof: Vorderhaus, - Denkmaltyp: Bauliche Anlage, Mehrheit von baulichen Anlagen: Wohn- und Geschäftshäuser Norderstraße 108-124 | BW                               |
| 435            | Norderstraße 112 (54° 47′ 41″ N, 9° 25′ 54″ O)        | Kaufmannshof: Seitenflügel                        | Kaufmannshof: Seitenflügel; um 1800; dreigeschossiger geschlämmter Backsteinbau, Ostseite in Fachwerk, Mansarddach - Begründung: geschichtlich, städtebaulich - Schutzumfang: Kaufmannshof: Seitenflügel, - Denkmaltyp: Bauliche Anlage, Mehrheit von baulichen Anlagen: Wohn- und Geschäftshäuser Norderstraße 108-124 | BW                               |
| 14298          | Norderstraße 114 (54° 47′ 41″ N, 9° 25′ 53″ O)        | Wohn- und Geschäftshaus                           | Wohn- und Geschäftshaus; 1891, Gebr. Hummel; repräsentativer dreigeschossiger Bau mit Satteldach und Volutengiebel, Putzfassade in Formen der Neurenaissance - Begründung: geschichtlich, künstlerisch, städtebaulich - Schutzumfang: Wohn- und Geschäftshaus, - Denkmaltyp: Bauliche Anlage, Mehrheit von baulichen Anlagen: Wohn- und Geschäftshäuser Norderstraße 108-124 | BW                               |
| 14303          | Norderstraße 118 (54° 47′ 41″ N, 9° 25′ 52″ O)        | Wohn- und Geschäftshaus                           | Wohn- und Geschäftshaus; 18. Jahrhundert; repräsentativer zweigeschossiger Gelbsteinbau mit Satteldach und geschweiftem Giebel, zurückhaltende barocke Fassadengestaltung, Erdgeschoss verändert - Begründung: geschichtlich, künstlerisch, städtebaulich - Schutzumfang: Wohn- und Geschäftshaus, - Denkmaltyp: Bauliche Anlage, Mehrheit von baulichen Anlagen: Wohn- und Geschäftshäuser Norderstraße 108-124 | BW                               |
| 50108          | Norderstraße 120 (54° 47′ 42″ N, 9° 25′ 53″ O)        | Gewerbehof: Seitenflügel                          | Gewerbehof: Seitenflügel; 1878, Zimmermeister M. F. Petersen; zweigeschossiger Gelbsteinbau mit Satteldach, Aufzugserker und Deutschem Band als Geschossgesims - Begründung: geschichtlich, städtebaulich - Schutzumfang: Gewerbehof: Seitenflügel, - Denkmaltyp: Bauliche Anlage, Mehrheit von baulichen Anlagen: Wohn- und Geschäftshäuser Norderstraße 108-124 | BW                               |
| 50109          | Norderstraße 120 (54° 47′ 42″ N, 9° 25′ 55″ O)        | Gewerbehof: Querspeicher                          | Gewerbehof: Querspeicher; 1877, Zimmermeister M. F. Petersen; zweigeschossiger Gelbsteinbau mit Satteldach und Durchfahrt, Ladetorachse und Kranluke - Begründung: geschichtlich, städtebaulich - Schutzumfang: Gewerbehof: Querspeicher, - Denkmaltyp: Bauliche Anlage, Mehrheit von baulichen Anlagen: Wohn- und Geschäftshäuser Norderstraße 108-124 | BW                               |
| 246            | Oluf-Samson-Gang 3 - 5 (54° 47′ 31″ N, 9° 25′ 55″ O)  | Fachwerk-Doppelhaus                               | Alteintragung (Aktualisierung vorgesehen) - Begründung: geschichtlich, städtebaulich - Schutzumfang: Alteintragung (Aktualisierung vorgesehen) - Denkmaltyp: Bauliche Anlage | Fotos hochladen                  |
| 247            | Oluf-Samson-Gang 4 (54° 47′ 31″ N, 9° 25′ 55″ O)      | Wohnhaus                                          | Alteintragung (Aktualisierung vorgesehen) - Begründung: geschichtlich, städtebaulich - Schutzumfang: Alteintragung (Aktualisierung vorgesehen) - Denkmaltyp: Bauliche Anlage | Fotos hochladen                  |
| 248            | Oluf-Samson-Gang 6 (54° 47′ 31″ N, 9° 25′ 55″ O)      | Wohnhaus                                          | Alteintragung (Aktualisierung vorgesehen) - Begründung: geschichtlich, städtebaulich - Schutzumfang: Alteintragung (Aktualisierung vorgesehen) - Denkmaltyp: Bauliche Anlage | Fotos hochladen                  |
| 2211           | Oluf-Samson-Gang 7 (54° 47′ 31″ N, 9° 25′ 55″ O)      | Wohnhaus                                          | Alteintragung (Aktualisierung vorgesehen) - Begründung: geschichtlich, städtebaulich - Schutzumfang: Alteintragung (Aktualisierung vorgesehen) - Denkmaltyp: Bauliche Anlage | Fotos hochladen                  |
| 81             | Oluf-Samson-Gang 8 (54° 47′ 31″ N, 9° 25′ 55″ O)      | Wohnhaus                                          | Alteintragung (Aktualisierung vorgesehen) - Begründung: geschichtlich, städtebaulich - Schutzumfang: Alteintragung (Aktualisierung vorgesehen) - Denkmaltyp: Bauliche Anlage | Fotos hochladen                  |
| 2094           | Oluf-Samson-Gang 9 (54° 47′ 31″ N, 9° 25′ 56″ O)      | Wohnhaus                                          | Alteintragung (Aktualisierung vorgesehen) - Begründung: geschichtlich, städtebaulich - Schutzumfang: Alteintragung (Aktualisierung vorgesehen) - Denkmaltyp: Bauliche Anlage | Fotos hochladen                  |
| 249            | Oluf-Samson-Gang 10 (54° 47′ 31″ N, 9° 25′ 56″ O)     | Wohnhaus                                          | Alteintragung (Aktualisierung vorgesehen) - Begründung: geschichtlich, städtebaulich - Schutzumfang: Alteintragung (Aktualisierung vorgesehen) - Denkmaltyp: Bauliche Anlage | Fotos hochladen                  |
| 2095           | Oluf-Samson-Gang 11 (54° 47′ 31″ N, 9° 25′ 56″ O)     | Wohnhaus                                          | Alteintragung (Aktualisierung vorgesehen) - Begründung: geschichtlich, städtebaulich - Schutzumfang: Alteintragung (Aktualisierung vorgesehen) - Denkmaltyp: Bauliche Anlage | Fotos hochladen                  |
| 307            | Oluf-Samson-Gang 12 (54° 47′ 31″ N, 9° 25′ 56″ O)     | Wohnhaus                                          | Alteintragung (Aktualisierung vorgesehen) - Begründung: geschichtlich, städtebaulich - Schutzumfang: Alteintragung (Aktualisierung vorgesehen) - Denkmaltyp: Bauliche Anlage | Fotos hochladen                  |
| 2096           | Oluf-Samson-Gang 13 (54° 47′ 31″ N, 9° 25′ 57″ O)     | Wohnhaus                                          | Alteintragung (Aktualisierung vorgesehen) - Begründung: geschichtlich, städtebaulich - Schutzumfang: Alteintragung (Aktualisierung vorgesehen) - Denkmaltyp: Bauliche Anlage | Fotos hochladen                  |
| 252            | Oluf-Samson-Gang 14 (54° 47′ 31″ N, 9° 25′ 56″ O)     | Wohnhaus                                          | Alteintragung (Aktualisierung vorgesehen) - Begründung: geschichtlich, städtebaulich - Schutzumfang: Alteintragung (Aktualisierung vorgesehen) - Denkmaltyp: Bauliche Anlage | Fotos hochladen                  |
| 2097           | Oluf-Samson-Gang 15 (54° 47′ 31″ N, 9° 25′ 57″ O)     | Wohnhaus                                          | Alteintragung (Aktualisierung vorgesehen) - Begründung: geschichtlich, städtebaulich - Schutzumfang: Alteintragung (Aktualisierung vorgesehen) - Denkmaltyp: Bauliche Anlage | Fotos hochladen                  |
| 253            | Oluf-Samson-Gang 16 (54° 47′ 31″ N, 9° 25′ 57″ O)     | Wohnhaus                                          | Alteintragung (Aktualisierung vorgesehen) - Begründung: geschichtlich, städtebaulich - Schutzumfang: Alteintragung (Aktualisierung vorgesehen) - Denkmaltyp: Bauliche Anlage | Fotos hochladen                  |
| 2098           | Oluf-Samson-Gang 17 (54° 47′ 31″ N, 9° 25′ 57″ O)     | Wohnhaus                                          | Alteintragung (Aktualisierung vorgesehen) - Begründung: geschichtlich, städtebaulich - Schutzumfang: Alteintragung (Aktualisierung vorgesehen) - Denkmaltyp: Bauliche Anlage | Fotos hochladen                  |
| 254            | Oluf-Samson-Gang 18 (54° 47′ 31″ N, 9° 25′ 58″ O)     | Wohnhaus                                          | Alteintragung (Aktualisierung vorgesehen) - Begründung: geschichtlich, städtebaulich - Schutzumfang: Alteintragung (Aktualisierung vorgesehen) - Denkmaltyp: Bauliche Anlage | Fotos hochladen                  |
| 335            | Oluf-Samson-Gang 19 (54° 47′ 31″ N, 9° 25′ 58″ O)     | Wohnhaus                                          | Alteintragung (Aktualisierung vorgesehen) - Begründung: geschichtlich, städtebaulich - Schutzumfang: Alteintragung (Aktualisierung vorgesehen) - Denkmaltyp: Bauliche Anlage | BW                               |
| 255            | Oluf-Samson-Gang 20 (54° 47′ 31″ N, 9° 25′ 58″ O)     | Wohnhaus                                          | Alteintragung (Aktualisierung vorgesehen) - Begründung: geschichtlich, städtebaulich - Schutzumfang: Alteintragung (Aktualisierung vorgesehen) - Denkmaltyp: Bauliche Anlage | Fotos hochladen                  |
| 2100           | Oluf-Samson-Gang 21 (54° 47′ 31″ N, 9° 25′ 58″ O)     | Wohnhaus                                          | Alteintragung (Aktualisierung vorgesehen) - Begründung: geschichtlich, städtebaulich - Schutzumfang: Alteintragung (Aktualisierung vorgesehen) - Denkmaltyp: Bauliche Anlage | Fotos hochladen                  |
| 256            | Oluf-Samson-Gang 22 (54° 47′ 31″ N, 9° 25′ 58″ O)     | Wohnhaus                                          | Alteintragung (Aktualisierung vorgesehen) - Begründung: geschichtlich, städtebaulich - Schutzumfang: Alteintragung (Aktualisierung vorgesehen) - Denkmaltyp: Bauliche Anlage | Fotos hochladen                  |
| 336            | Oluf-Samson-Gang 23 (54° 47′ 31″ N, 9° 25′ 58″ O)     | Wohnhaus                                          | Alteintragung (Aktualisierung vorgesehen) - Begründung: geschichtlich, städtebaulich - Schutzumfang: Alteintragung (Aktualisierung vorgesehen) - Denkmaltyp: Bauliche Anlage | BW                               |
| 257            | Oluf-Samson-Gang 24 (54° 47′ 31″ N, 9° 25′ 58″ O)     | Wohnhaus                                          | Alteintragung (Aktualisierung vorgesehen) - Begründung: geschichtlich, städtebaulich - Schutzumfang: Alteintragung (Aktualisierung vorgesehen) - Denkmaltyp: Bauliche Anlage | Fotos hochladen                  |
| 199            | Oluf-Samson-Gang 25 (54° 47′ 31″ N, 9° 25′ 59″ O)     | Wohnhaus                                          | Alteintragung (Aktualisierung vorgesehen) - Begründung: geschichtlich, städtebaulich - Schutzumfang: Alteintragung (Aktualisierung vorgesehen) - Denkmaltyp: Bauliche Anlage | Fotos hochladen                  |
| 258            | Oluf-Samson-Gang 26 (54° 47′ 31″ N, 9° 25′ 59″ O)     | Wohnhaus                                          | Alteintragung (Aktualisierung vorgesehen) - Begründung: geschichtlich, städtebaulich - Schutzumfang: Alteintragung (Aktualisierung vorgesehen) - Denkmaltyp: Bauliche Anlage | Fotos hochladen                  |
| 259            | Oluf-Samson-Gang 27 (54° 47′ 31″ N, 9° 25′ 59″ O)     | Wohnhaus                                          | Alteintragung (Aktualisierung vorgesehen) - Begründung: geschichtlich, städtebaulich - Schutzumfang: Alteintragung (Aktualisierung vorgesehen) - Denkmaltyp: Bauliche Anlage | Fotos hochladen                  |
| 244            | Oluf-Samson-Gang 28 (54° 47′ 31″ N, 9° 25′ 59″ O)     | Wohnhaus                                          | Alteintragung (Aktualisierung vorgesehen) - Begründung: geschichtlich, städtebaulich - Schutzumfang: Alteintragung (Aktualisierung vorgesehen) - Denkmaltyp: Bauliche Anlage | Fotos hochladen                  |
| 2099           | Oluf-Samson-Gang 30 (54° 47′ 31″ N, 9° 25′ 59″ O)     | Wohnhaus                                          | Alteintragung (Aktualisierung vorgesehen) - Begründung: geschichtlich, städtebaulich - Schutzumfang: Alteintragung (Aktualisierung vorgesehen) - Denkmaltyp: Bauliche Anlage | Fotos hochladen                  |
| 122 Wikidata   | Rathausstraße 1 - 3 (54° 47′ 11″ N, 9° 26′ 11″ O)     | Hotel Europa                                      | Alteintragung (Aktualisierung vorgesehen) - Begründung: geschichtlich, künstlerisch, städtebaulich - Schutzumfang: gesamtes Objekt - Denkmaltyp: Bauliche Anlage | weitere Fotos \| Fotos hochladen |
| 54 Wikidata    | Rathausstraße 2 (54° 47′ 12″ N, 9° 26′ 10″ O)         | Postgebäude                                       | Alteintragung (Aktualisierung vorgesehen) - Begründung: geschichtlich, künstlerisch, städtebaulich - Schutzumfang: gesamtes Äußeres - Denkmaltyp: Bauliche Anlage | weitere Fotos \| Fotos hochladen |
| 6515           | Rathausstraße 5 - 7 (54° 47′ 11″ N, 9° 26′ 8″ O)      | Wohn- und Geschäftshaus                           | Alteintragung (Aktualisierung vorgesehen) - Begründung: geschichtlich, städtebaulich - Schutzumfang: Alteintragung (Aktualisierung vorgesehen) - Denkmaltyp: Bauliche Anlage | Fotos hochladen                  |
| 339            | Rathausstraße 6 - 8 (54° 47′ 11″ N, 9° 26′ 7″ O)      | Wohn- und Geschäftshaus                           | Wohn- und Geschäftshaus; 1857, 1901; dreigeschossiger langgestreckter Backsteinbau mit flachgeneigtem Satteldach und reicher Fassade mit Putzgliederung in neogotischen Formen, die seitlichen Achsen turmartig überhöht - Begründung: geschichtlich, künstlerisch, städtebaulich - Schutzumfang: gesamtes Objekt - Denkmaltyp: Bauliche Anlage, Mehrheit von baulichen Anlagen: Wohn- und Geschäftshäuser Rathausstraße 6-16 | Fotos hochladen                  |
| 6516           | Rathausstraße 9 (54° 47′ 11″ N, 9° 26′ 7″ O)          | Wohn- und Geschäftshaus                           | Alteintragung (Aktualisierung vorgesehen) - Begründung: geschichtlich, künstlerisch, städtebaulich - Schutzumfang: gesamtes Objekt - Denkmaltyp: Bauliche Anlage | Fotos hochladen                  |
| 245            | Rathausstraße 10 (54° 47′ 11″ N, 9° 26′ 6″ O)         | Wohn- und Geschäftshaus                           | Wohn- und Geschäftshaus; um 1860, Umbau E. 19. Jh.; viergeschossiger Bau mit flachgeneigtem Satteldach und spätklassizistischer Putzfassade, EG seit 1974 mit Natursteinverkleidung - Begründung: geschichtlich, städtebaulich - Schutzumfang: gesamtes Objekt - Denkmaltyp: Bauliche Anlage, Mehrheit von baulichen Anlagen: Wohn- und Geschäftshäuser Rathausstraße 6-16 | Fotos hochladen                  |
| 6608           | Rathausstraße 11 - 13 (54° 47′ 10″ N, 9° 26′ 5″ O)    | Wohn- und Geschäftshaus                           | Alteintragung (Aktualisierung vorgesehen) - Begründung: geschichtlich, künstlerisch, städtebaulich - Schutzumfang: gesamtes Objekt - Denkmaltyp: Bauliche Anlage | Fotos hochladen                  |
| 236            | Rathausstraße 14 (54° 47′ 11″ N, 9° 26′ 5″ O)         | Wohn- und Geschäftshaus                           | Wohn- und Geschäftshaus; 1879/80 Regierungsbaumeister Malcomess, Bremen; dreigeschossiger Backsteinbau mit Satteldach und aufwändiger historistischer Fassade mit Anklängen an die italienische Renaissancearchitektur - Begründung: geschichtlich, künstlerisch, städtebaulich - Schutzumfang: gesamtes Objekt - Denkmaltyp: Bauliche Anlage, Mehrheit von baulichen Anlagen: Wohn- und Geschäftshäuser Rathausstraße 6-16 | Fotos hochladen                  |
| 14240          | Rathausstraße 19 (54° 47′ 9″ N, 9° 25′ 59″ O)         | Kreissparkasse                                    | Alteintragung (Aktualisierung vorgesehen) - Begründung: geschichtlich, künstlerisch, städtebaulich - Schutzumfang: gesamtes Äußeres - Denkmaltyp: Bauliche Anlage | Fotos hochladen                  |
| 9912 Wikidata  | Rathausstraße 22 (54° 47′ 10″ N, 9° 25′ 59″ O)        | Stadttheater                                      | Stadttheater; 1891–94, Arch. Otto Fielitz; dreigeschossiger Bau auf hohem gequadertem Sockelgeschoss mit Backsteinfassade und repräsentativer Putzgliederung in Neorenaissanceformen, nach Norden schlichter Verwaltungsanbau von 1924 - Begründung: geschichtlich, künstlerisch, städtebaulich - Schutzumfang: gesamtes Objekt - Denkmaltyp: Bauliche Anlage, Sachgesamtheit: Stadttheater Flensburg | weitere Fotos \| Fotos hochladen |
| 20076          | Reutergang 5 (54° 46′ 59″ N, 9° 26′ 4″ O)             | Wohnhaus                                          | Wohnhaus; 1884, Gebrüder Hummel; Zweigeschossiger Putzbau mit flachen Seitenrisaliten und flachem Satteldach, kräftige, geschosstrennende Gurtgesimse, Erdgeschoss mit Quaderwerk - Begründung: geschichtlich, künstlerisch, städtebaulich - Schutzumfang: gesamtes Objekt - Denkmaltyp: Bauliche Anlage | BW                               |
| 8856           | Rote Straße 14 (54° 46′ 55″ N, 9° 26′ 8″ O)           | Kaufmannshof: Vorderhaus                          | Kaufmannshof: Vorderhaus; im Kern 18. Jh., Umbauten im 19. Jh.; zwei-, zum Hof dreigeschossiger Bau mit abgewalmtem Satteldach, umgebautes Erdgeschoss, Gauben im Dach, schlichte Putzfassade, segmentbogige Durchfahrt, geschlämmten Rückfront - Begründung: geschichtlich, städtebaulich - Schutzumfang: gesamtes Objekt - Denkmaltyp: Bauliche Anlage, Mehrheit von baulichen Anlagen: Baugruppe Rote Straße 8-30 | weitere Fotos \| Fotos hochladen |
| 14197          | Rote Straße 16 (54° 46′ 55″ N, 9° 26′ 8″ O)           | Kaufmannshof: Vorderhaus                          | Kaufmannshof: Vorderhaus; um 1810/20; zweigeschossiger Putzbau mit spätklassizistischer Fassade, gereihte stichbogige Fenster, korbbogige Durchfahrt, Fenster im Obergeschoss in profilierten Rahmungen, vegetabiler Schmuck Flachnischenband und Konsolgesims, geschlämmte Rückfront - Begründung: geschichtlich, städtebaulich - Schutzumfang: gesamtes Objekt - Denkmaltyp: Bauliche Anlage, Mehrheit von baulichen Anlagen: Baugruppe Rote Straße 8-30 | weitere Fotos \| Fotos hochladen |
| 14320          | Rote Straße 18 - 20 (54° 46′ 54″ N, 9° 26′ 8″ O)      | Kaufmannshof: Vorderhaus                          | Kaufmannshof: Vorderhaus; 1895, Jacob August Bandholz; drei dreieinhalbgeschossiger Backsteinbau, Fassade in Backsteinsichtmauerwerk mit Putzflächen, stuckierte Fensterrahmen u. Hermenpilaster, Kieler Dach mit barockisierenden Gauben, Rückfront in Gelbstein mit Rotsteinakzentuierung - Begründung: geschichtlich, städtebaulich - Schutzumfang: gesamtes Objekt - Denkmaltyp: Bauliche Anlage, Mehrheit von baulichen Anlagen: Baugruppe Rote Straße 8-30 | weitere Fotos \| Fotos hochladen |
| 1319           | Rote Straße 22 (54° 46′ 54″ N, 9° 26′ 9″ O)           | Kaufmannshof: Vorderhaus                          | Kaufmannshof: Vorderhaus; 1. Hälfte 19. Jh.; zweigeschossiges Traufenhaus mit geschlämmter Fassade, Erdgeschosszone verändert, Obergeschoss rekonstruiert, Schleppgaube, Zieranker - Begründung: geschichtlich, städtebaulich - Schutzumfang: gesamtes Objekt - Denkmaltyp: Bauliche Anlage, Mehrheit von baulichen Anlagen: Baugruppe Rote Straße 8-30 | weitere Fotos \| Fotos hochladen |
| 1320           | Rote Straße 24 (54° 46′ 54″ N, 9° 26′ 9″ O)           | Kaufmannshof: Vorderhaus                          | Kaufmannshof: Vorderhaus; spätes 18. Jh.; zweigeschossiges Doppelhaus mit geschlämmter Fassade, Absatz in der Firsthöhe, Gestaltung der Obergeschosszone u. Traufe durchgehend, Durchgang zu engem Gewerbehof - Begründung: geschichtlich, städtebaulich - Schutzumfang: gesamtes Objekt - Denkmaltyp: Bauliche Anlage, Mehrheit von baulichen Anlagen: Baugruppe Rote Straße 8-30 | weitere Fotos \| Fotos hochladen |
| 1321           | Rote Straße 26 - 28 (54° 46′ 53″ N, 9° 26′ 9″ O)      | Kaufmannshof: Vorderhaus                          | Alteintragung (Aktualisierung vorgesehen) - Begründung: geschichtlich, städtebaulich - Schutzumfang: Alteintragung (Aktualisierung vorgesehen) - Denkmaltyp: Bauliche Anlage, Mehrheit von baulichen Anlagen: Baugruppe Rote Straße 8-30 | BW                               |
| 49448          | Rote Straße 26 - 28 (54° 46′ 53″ N, 9° 26′ 8″ O)      | Kaufmannshof: Seitenflügel                        | Alteintragung (Aktualisierung vorgesehen) - Begründung: geschichtlich, städtebaulich - Schutzumfang: Alteintragung (Aktualisierung vorgesehen) - Denkmaltyp: Bauliche Anlage, Mehrheit von baulichen Anlagen: Baugruppe Rote Straße 8-30 | BW                               |
| 49449          | Rote Straße 26 - 28 (54° 46′ 53″ N, 9° 26′ 8″ O)      | Kaufmannshof: östlicher Querspeicher              | Alteintragung (Aktualisierung vorgesehen) - Begründung: geschichtlich, städtebaulich - Schutzumfang: Alteintragung (Aktualisierung vorgesehen) - Denkmaltyp: Bauliche Anlage, Mehrheit von baulichen Anlagen: Baugruppe Rote Straße 8-30 | BW                               |
| 49450          | Rote Straße 26 - 28 (54° 46′ 53″ N, 9° 26′ 6″ O)      | Kaufmannshof: westlicher Querspeicher             | Alteintragung (Aktualisierung vorgesehen) - Begründung: geschichtlich, städtebaulich - Schutzumfang: Alteintragung (Aktualisierung vorgesehen) - Denkmaltyp: Bauliche Anlage, Mehrheit von baulichen Anlagen: Baugruppe Rote Straße 8-30 | BW                               |
| 239 Wikidata   | Schiffbrücke 12 (54° 47′ 25″ N, 9° 26′ 1″ O)          | Kompagnietor                                      | Alteintragung (Aktualisierung vorgesehen) - Begründung: geschichtlich, künstlerisch, städtebaulich - Schutzumfang: gesamtes Objekt - Denkmaltyp: Bauliche Anlage | weitere Fotos \| Fotos hochladen |
| 261 Wikidata   | Schiffbrücke 16 - 17 (54° 47′ 27″ N, 9° 26′ 0″ O)     | ehem. Rumfabrik                                   | Alteintragung (Aktualisierung vorgesehen); Von 1781 bis Ende der 1990er Jahre Stammhaus des Rumhauses Sonnberg, seit 2000 Sitz von Hansens Brauerei - Begründung: geschichtlich, städtebaulich - Schutzumfang: Alteintragung (Aktualisierung vorgesehen) - Denkmaltyp: Bauliche Anlage | weitere Fotos \| Fotos hochladen |
| 14160          | Schiffbrücke 20 (54° 47′ 29″ N, 9° 26′ 0″ O)          | Gasthaus                                          | Gasthaus; um 1800; zweigeschossiger traufständiger Backsteinbau mit steilem pfannengedecktem Satteldach, geschlämmte Front mit Mauerankern und seitlicher Hofdurchfahrt, rückwärtig zwei Seitenflügel mit Halbdächern - Begründung: geschichtlich, städtebaulich - Schutzumfang: gesamtes Objekt - Denkmaltyp: Bauliche Anlage, Mehrheit von baulichen Anlagen: Baugruppe Schiffbrücke 19-24 | BW                               |
| 14323          | Schiffbrücke 21 (54° 47′ 29″ N, 9° 26′ 0″ O)          | Wohn- und Geschäftshaus                           | Wohn- und Geschäftshaus; 1880/81, Architekt Alexander Wilhelm Prale; dreigeschossiger Backsteinbau mit Satteldach, reich gegliederte Front in neugotischen Formen, breiter Polygonalerker und Gauben mit Firstzinnen - Begründung: geschichtlich, künstlerisch, städtebaulich - Schutzumfang: gesamtes Objekt - Denkmaltyp: Bauliche Anlage, Mehrheit von baulichen Anlagen: Baugruppe Schiffbrücke 19-24 | Fotos hochladen                  |
| 240            | Schiffbrücke 23 (54° 47′ 30″ N, 9° 26′ 0″ O)          | Segelmacherei                                     | Segelmacherei; im Kern 17. Jh.; dreigeschossiger Fachwerkbau in Traufstellung mit vorkragenden Obergeschossen und steilem Satteldach, außermittige Ladeluke mit Kranerker, im Hof Seitenflügel mit vorkragendem Fachwerkobergeschoss und Mansarddach - Begründung: geschichtlich, städtebaulich - Schutzumfang: gesamtes Objekt - Denkmaltyp: Bauliche Anlage, Mehrheit von baulichen Anlagen: Baugruppe Schiffbrücke 19-24 | Fotos hochladen                  |
| 438            | Schiffbrücke 24 (54° 47′ 30″ N, 9° 26′ 0″ O)          | Wohn- und Geschäftshaus                           | Wohn- und Geschäftshaus; 1882, Architekt Alexander Wilhelm Prale; dreigeschossiger traufständiger Backsteinbau mit Satteldach und Zwerchhaus, reich gegliederte Front in neugotischen Formen, Hofflügel und Quertrakt - Begründung: geschichtlich, künstlerisch, städtebaulich - Schutzumfang: gesamtes Objekt - Denkmaltyp: Bauliche Anlage, Mehrheit von baulichen Anlagen: Baugruppe Schiffbrücke 19-24 | Fotos hochladen                  |
| 241            | Schiffbrücke 28 (54° 47′ 31″ N, 9° 26′ 0″ O)          | Wohn- und Geschäftshaus                           | Wohn- und Geschäftshaus; um 1820/30; dreigeschossiger giebelständiger Backsteinbau mit Kurzwalmdach, geschlämmte Außenwände durch Gesimsbänder gegliedert, an Nordseite Kranerker über Ladetor - Begründung: geschichtlich, städtebaulich - Schutzumfang: gesamtes Objekt - Denkmaltyp: Bauliche Anlage | BW                               |
| 263            | Schiffbrücke 29 (54° 47′ 31″ N, 9° 26′ 0″ O)          | Gaststätte                                        | Gaststätte; Ende 18. Jh.; zweigeschossiges Giebelhaus mit Satteldach, hell geschlämmtes Ziegelmauerwerk, Zieranker im straßenseitigen Giebel, übergiebelter Kranerker in der südlichen Dachfläche - Begründung: geschichtlich, städtebaulich - Schutzumfang: gesamtes Objekt - Denkmaltyp: Bauliche Anlage | Fotos hochladen                  |
| 14326          | Schiffbrücke 30 (54° 47′ 32″ N, 9° 26′ 0″ O)          | Wohn- und Geschäftshaus                           | Wohn- und Geschäftshaus; zwischen 1872 und 1877; dreigeschossiger Gelbsteinbau in neugotischen Formen, schmaler übergiebelter Seitenrisalit, Satteldach mit Schieferdeckung - Begründung: geschichtlich, städtebaulich - Schutzumfang: gesamtes Objekt - Denkmaltyp: Bauliche Anlage | BW                               |
| 264 Wikidata   | Schiffbrücke 32 (54° 47′ 32″ N, 9° 26′ 0″ O)          | ehem. Gasthaus "Kaysershof"                       | Alteintragung (Aktualisierung vorgesehen) - Begründung: geschichtlich, künstlerisch, städtebaulich - Schutzumfang: gesamtes Objekt - Denkmaltyp: Bauliche Anlage | weitere Fotos \| Fotos hochladen |
| 342 Wikidata   | Schiffbrücke 39 (54° 47′ 35″ N, 9° 25′ 59″ O)         | Zollpackhaus (Museum)                             | Alteintragung (Aktualisierung vorgesehen) - Begründung: geschichtlich, wissenschaftlich, künstlerisch, städtebaulich - Schutzumfang: Alteintragung (Aktualisierung vorgesehen) - Denkmaltyp: Bauliche Anlage | weitere Fotos \| Fotos hochladen |
| 265            | Schiffbrücke 40 (54° 47′ 36″ N, 9° 26′ 0″ O)          | Wohn- und Geschäftshaus                           | Wohn- und Geschäftshaus; um 1840; dreigeschossiger Putzbau, traufständig mit Kurzwalmdach, zweigeschossiger Rückflügel. - Begründung: geschichtlich, städtebaulich - Schutzumfang: gesamtes Objekt - Denkmaltyp: Bauliche Anlage | BW                               |
| 7968           | Schiffbrücke 50 (54° 47′ 38″ N, 9° 25′ 56″ O)         | Speichergebäude (Querspeicher)                    | Alteintragung (Aktualisierung vorgesehen) - Begründung: geschichtlich, städtebaulich - Schutzumfang: gesamtes Objekt - Denkmaltyp: Bauliche Anlage | Fotos hochladen                  |
| 8441           | Schiffbrücke 56 (54° 47′ 40″ N, 9° 25′ 57″ O)         | Gaststätte                                        | Alteintragung (Aktualisierung vorgesehen) - Begründung: geschichtlich, städtebaulich - Schutzumfang: gesamtes Objekt - Denkmaltyp: Bauliche Anlage | Fotos hochladen                  |
| 14333          | Schiffbrückstraße 6 (54° 47′ 23″ N, 9° 26′ 0″ O)      | Mietwohnungshaus                                  | Mietwohnungshaus; 1899, Arch. Alexander Wilhelm Prale; viergeschossiger Bau mit aufwändiger neogotischer Backsteinfassade, Fassadengliederung durch Polygonalerker, Zwerchgiebel und Balkone, Putzfelder mit Sgraffitomalerei - Begründung: geschichtlich, künstlerisch, städtebaulich - Schutzumfang: gesamtes Objekt - Denkmaltyp: Bauliche Anlage, Mehrheit von baulichen Anlagen: Baugruppe Schiffbrückstraße 1-8a/Nordermarkt 3 | Fotos hochladen                  |
| 9350           | Schiffbrückstraße 8 - 8a (54° 47′ 23″ N, 9° 26′ 0″ O) | Wohn- und Geschäftshaus                           | Wohn- und Geschäftshaus; 1883, 1902, Arch. Alexander Wilhelm Prale; in zwei Abschnitten errichteter Bau auf verwinkeltem Grundriss mit aufwändigen neogotischen Backsteinfassaden; In dem Wohn- und Geschäftshaus von 1883 ist heute das Stadtbüro der Flensborg Avis untergebracht. Direkt neben dem Gebäude stockt eine Sumpfzypresse, welche als Naturdenkmal der Stadt Flensburg ausgewiesen ist. Die nach dem Entwurf des Flensburger Bildhauers und Lehrers der Werkkunstschule Hermann Menzel geschaffene Skulpture Windsbraut steht in unmittelbarer Nähe zu dem Baudenkmal (vgl. Schiffbrücke (Flensburg)). Von 2006 bis 2011 diente das Gebäude in der Serie Da kommt Kalle als Polizeiwache. - Begründung: geschichtlich, künstlerisch, städtebaulich - Schutzumfang: gesamtes Objekt - Denkmaltyp: Bauliche Anlage, Mehrheit von baulichen Anlagen: Baugruppe Schiffbrückstraße 1-8a/Nordermarkt 3 | Fotos hochladen                  |
| 870            | Schloßstraße 4 (54° 47′ 37″ N, 9° 25′ 50″ O)          | Doppelhaus                                        | Doppelhaus; um 1820/40; zweigeschossiger traufständiger Backsteinbau mit Satteldach und geschlämmter Fassade, zwei Eingänge mit vorgesetzten Freitreppen, klassizistische Haustüren - Begründung: geschichtlich, städtebaulich - Schutzumfang: gesamtes Objekt - Denkmaltyp: Bauliche Anlage, Mehrheit von baulichen Anlagen: Wohnhäuser Schloßstraße 4-10 | Fotos hochladen                  |
| 1475           | Schloßstraße 16 (54° 47′ 38″ N, 9° 25′ 48″ O)         | Wohnhaus                                          | Wohnhaus; E. 18, Jh.; zweigeschossiger geschlämmter Mauerwerksbau, giebelständig mit Satteldach und Halbwalm - Begründung: geschichtlich, städtebaulich - Schutzumfang: gesamtes Objekt - Denkmaltyp: Bauliche Anlage, Sachgesamtheit: Wohnbebauung Schloßstraße 16-32 | BW                               |
| 49801          | Schloßstraße 16 (54° 47′ 38″ N, 9° 25′ 48″ O)         | ehem. Hofgebäude                                  | ehem. Hofgebäude; 1. H. 19. Jh.; als Hofgebäude zu Schloßstraße 16 errichteter ein- bis zweigeschossiger Backsteinbau mit verputzten Außenwänden und pfannengedecktem Bohlendach, umlaufend Maueranker - Begründung: geschichtlich, städtebaulich - Schutzumfang: gesamtes Objekt - Denkmaltyp: Bauliche Anlage, Sachgesamtheit: Wohnbebauung Schloßstraße 16-32 | BW                               |
| 364            | Speicherlinie 26 (54° 47′ 17″ N, 9° 26′ 1″ O)         | Kaufmannshof: zweiter Seitenflügel                | Kaufmannshof: zweiter Seitenflügel; um 1800; langgestreckter zweigeschossiger Flügelbau in geschlämmtes Gelbsteinmauerwerk mit halbem Bohlendach mittiger Kranluke mit beschnitzten Kopfbändern - Begründung: geschichtlich, städtebaulich - Schutzumfang: gesamtes Objekt - Denkmaltyp: Bauliche Anlage, Mehrheit von baulichen Anlagen: Wohn- und Geschäftshäuser Große Straße 18-34 | BW                               |
| 366            | Speicherlinie 26 (54° 47′ 17″ N, 9° 26′ 2″ O)         | Kaufmannshof: Querspeicher                        | Kaufmannshof: Querspeicher; um 1800; schlichter zweigeschossiger Backsteinquerbau mit geschlämmten Außenmauern und pfannengedecktem Satteldach, mittig Durchfahrt - Begründung: geschichtlich, städtebaulich - Schutzumfang: gesamtes Objekt - Denkmaltyp: Bauliche Anlage, Mehrheit von baulichen Anlagen: Wohn- und Geschäftshäuser Große Straße 18-34 | BW                               |
| 10486          | Speicherlinie 28 (54° 47′ 17″ N, 9° 26′ 1″ O)         | Kaufmannshof: Querspeicher                        | Kaufmannshof: Querspeicher; um 1880; dreigeschossiger geschlämmter Backsteinquerbau mit pfannengedecktem Satteldach, in der südlichsten Achse stichbogige Durchfahrt und hofseitig Kranluke im Dach - Begründung: geschichtlich, städtebaulich - Schutzumfang: gesamtes Objekt - Denkmaltyp: Bauliche Anlage, Mehrheit von baulichen Anlagen: Wohn- und Geschäftshäuser Große Straße 18-34 | Fotos hochladen                  |
| 10484          | Speicherlinie 34 (54° 47′ 16″ N, 9° 26′ 3″ O)         | Kaufmannshof: Querspeicher                        | Kaufmannshof: Querspeicher; um 1830; viergeschossiger geschlämmter Backsteinquerbau mit Mauerankern und pfannengedecktem Satteldach, straßenseitig übergiebeltes Mittelzwerchhaus - Begründung: geschichtlich, städtebaulich - Schutzumfang: gesamtes Objekt - Denkmaltyp: Bauliche Anlage, Mehrheit von baulichen Anlagen: Wohn- und Geschäftshäuser Große Straße 18-34 | Fotos hochladen                  |
| 10485 Wikidata | Speicherlinie 34 a (54° 47′ 16″ N, 9° 26′ 2″ O)       | Kaufmannshof: Westindienspeicher                  | Kaufmannshof: Westindienspeicher; 1789; fünfgeschossiger geschlämmter Backsteinbau mit Mauerankern und pfannengedecktem Satteldach, Mittelachse nach Osten mit sechs breiten Lukentüren unter hölzernem Windenausleger - Begründung: geschichtlich, künstlerisch, städtebaulich - Schutzumfang: gesamtes Objekt - Denkmaltyp: Bauliche Anlage, Mehrheit von baulichen Anlagen: Wohn- und Geschäftshäuser Große Straße 18-34 | weitere Fotos \| Fotos hochladen |
| 10483          | Speicherlinie 36 (54° 47′ 16″ N, 9° 26′ 4″ O)         | Kaufmannshof: Querspeicher                        | Querspeicher; um 1800; östlich den Hof abschließender dreigeschossiger Querbau mit geschlämmtem Backsteinmauerwerk, pfannengedecktem Mansarddach und mittiger rundbogiger Tordurchfahrt, hofseitig hohes Zwerchhaus mit hölzernem Windenausleger - Begründung: geschichtlich, künstlerisch, städtebaulich - Schutzumfang: gesamtes Objekt - Denkmaltyp: Bauliche Anlage, Mehrheit von baulichen Anlagen: Wohn- und Geschäftshäuser Große Straße 18-34 | Fotos hochladen                  |
| 355            | Speicherlinie 40 (54° 47′ 15″ N, 9° 26′ 4″ O)         | Kaufmannshof: Amalie-Lamp-Speicher                | Amalie-Lamp-Speicher; 1. H. 19. Jh.; östlich den Hof abschließender eingeschossiger Gelbsteinspeicher mit steilem pfannengedecktem Mansarddach und mittiger rundbogiger Tordurchfahrt, Nordgiebel in Fachwerk, hofseitig zweigeschossiger Giebelausbau in Fachwerk mit Kranausleger - Begründung: geschichtlich, städtebaulich - Schutzumfang: gesamtes Objekt - Denkmaltyp: Bauliche Anlage, Sachgesamtheit: Kaufmannshof (ehem. Geschäftshäuser Große Straße 18-34 Löwenapotheke) Große Straße 16/Speicherlinie 40 | BW                               |
| 14204          | Speicherlinie 44 (54° 47′ 14″ N, 9° 26′ 5″ O)         | Kaufmannshof: Querspeicher                        | Querspeicher; 18. Jh.; östlich den Hof abschließender schlichter zweigeschossiger Querbau mit geschlämmtem Backsteinmauerwerk, pfannengedecktem Mansarddach und mittiger rundbogiger Tordurchfahrt, hofseitig hohes Zwerchhaus mit hölzernem Windenausleger - Begründung: geschichtlich, städtebaulich - Schutzumfang: gesamtes Objekt - Denkmaltyp: Bauliche Anlage, Sachgesamtheit: Kaufmannshof Große Straße 10/Speicherlinie 44 | BW                               |
| 14203          | Speicherlinie 48 (54° 47′ 13″ N, 9° 26′ 6″ O)         | Kaufmannshof: dritter Querspeicher                | Dritter Querspeicher; 18. Jh.; zweigeschossiger geschlämmter Backsteinquerbau mit pfannengedecktem Satteldach und korbbogiger Durchfahrt, hofseitig Ladeluke und Kranerker - Begründung: geschichtlich, städtebaulich - Schutzumfang: gesamtes Objekt - Denkmaltyp: Bauliche Anlage, Sachgesamtheit: Kaufmannshof Große Straße 6/Speicherlinie 48 | BW                               |
| 7574           | Südergraben 27 (54° 47′ 5″ N, 9° 26′ 2″ O)            | Stadtvilla                                        | Stadtvilla; 1896, Zimmermeister Wilhelm Petersen; zweigeschossiger Putzbau mit gaubenbesetztem Mansarddach und reicher Fassade in historisierenden Formen, leicht außermittig Kastenerker mit darüberliegendem Dacherker und welscher Haube - Begründung: geschichtlich, künstlerisch, städtebaulich - Schutzumfang: gesamtes Objekt - Denkmaltyp: Bauliche Anlage, Mehrheit von baulichen Anlagen: Baugruppe Südergraben 27-47 | Fotos hochladen                  |
| 674            | Südergraben 59 (54° 46′ 58″ N, 9° 26′ 1″ O)           | Lutherhaus                                        | Alteintragung (Aktualisierung vorgesehen) - Begründung: geschichtlich, künstlerisch, städtebaulich - Schutzumfang: Alteintragung (Aktualisierung vorgesehen) - Denkmaltyp: Bauliche Anlage | weitere Fotos \| Fotos hochladen |
| 343            | Südermarkt 1 (54° 46′ 59″ N, 9° 26′ 12″ O)            | Kaufmannshof: Vorderhaus                          | Kaufmannshof: Vorderhaus; um 1800; mächtiges dreigeschossiges Traufenhaus mit steilem pfannengedecktem Satteldach, schlichte Putzfassade mit neun Fensterachsen, im Dach Schleppgauben - Begründung: geschichtlich, städtebaulich - Schutzumfang: gesamtes Äußeres - Denkmaltyp: Bauliche Anlage, Mehrheit von baulichen Anlagen: Platzrandbebauung Südermarkt | BW                               |
| 46050          | Südermarkt 1 (54° 46′ 59″ N, 9° 26′ 14″ O)            | Kaufmannshof: Rückflügel                          | Kaufmannshof: Rückflügel; Ende 18. Jh.; südlich viergeschossiger Anbau mit Flachdach, EG und 1. OG geschlämmt, 2. u. 3. OG verputzt - Begründung: geschichtlich, städtebaulich - Schutzumfang: gesamtes Objekt - Denkmaltyp: Bauliche Anlage, Mehrheit von baulichen Anlagen: Platzrandbebauung Südermarkt | BW                               |
| 344            | Südermarkt 2 (54° 46′ 58″ N, 9° 26′ 13″ O)            | Wohn- und Geschäftshaus                           | Wohn- und Geschäftshaus; um 1800, im Kern älter; zweigeschossiges Giebelhaus mit zur Straße abgewalmtem steilem Satteldach und verputzter klassizistischer Front mit breitem übergiebeltem Zwerchhaus - Begründung: geschichtlich, städtebaulich - Schutzumfang: gesamtes Objekt - Denkmaltyp: Bauliche Anlage, Mehrheit von baulichen Anlagen: Platzrandbebauung Südermarkt | BW                               |
| 276            | Südermarkt 3 (54° 46′ 58″ N, 9° 26′ 13″ O)            | Wohn- und Geschäftshaus                           | Wohn- und Geschäftshaus; um 1850–60; dreigeschossiger Putzbau mit gotisierender Fassade und Berliner Dach, seitl. überhöhter Kastenerker mit steigendem Spitzbogenfries geschmücktem Stufengiebel - Begründung: geschichtlich, städtebaulich - Schutzumfang: gesamtes Objekt - Denkmaltyp: Bauliche Anlage, Mehrheit von baulichen Anlagen: Platzrandbebauung Südermarkt | BW                               |
| 277            | Südermarkt 7 (54° 46′ 57″ N, 9° 26′ 12″ O)            | Wohn- und Geschäftshaus                           | Wohn- und Geschäftshaus; 1928, Arch. P. Ziegler und Th. Rieve; viergeschossiger Gelbziegelbau in Formen der expressionistischen Heimatschutzarchitektur mit Walmdach u. Stufengiebel zum Südermarkt sowie Satteldach zur Dr.-Todsen-Straße, an westl. Längsseite Bürgersteig übergreifende Arkade - Begründung: geschichtlich, künstlerisch, städtebaulich - Schutzumfang: gesamtes Objekt - Denkmaltyp: Bauliche Anlage, Mehrheit von baulichen Anlagen: Platzrandbebauung Südermarkt | weitere Fotos \| Fotos hochladen |
| 345            | Südermarkt 8 (54° 46′ 56″ N, 9° 26′ 11″ O)            | Wohn- und Geschäftshaus                           | Wohn- und Geschäftshaus; 1925, Guido Widmann; viergeschossiger giebelständiger Putzbau im expressionistischen Heimatschutzstil mit Satteldach und geschweiftem, geschultertem Dreieckgiebel - Begründung: geschichtlich, künstlerisch, städtebaulich - Schutzumfang: gesamtes Äußeres, Treppenhaus einschließlich der bauzeitlichen Eingangstüren, im 2. und 3. OG zusätzlich Toilettentüren, gesamtes Obergeschoss - Denkmaltyp: Bauliche Anlage, Mehrheit von baulichen Anlagen: Platzrandbebauung Südermarkt | Fotos hochladen                  |
| 278            | Südermarkt 11 (54° 46′ 56″ N, 9° 26′ 9″ O)            | Renaissance-Fassade                               | Renaissance-Fassade; spätes 16. Jh.; Fassade eines zweigeschossigen Backsteingiebelhauses, Staffelgiebel mit Kaffgesimsen, gekreuzte Zierbögen, zweigeschossige Utluchten - Begründung: geschichtlich, wissenschaftlich, künstlerisch, städtebaulich - Schutzumfang: gesamtes Objekt - Denkmaltyp: Teil einer baulichen Anlage, Mehrheit von baulichen Anlagen: Platzrandbebauung Südermarkt | Fotos hochladen                  |
| 279 Wikidata   | Südermarkt 12 (54° 46′ 57″ N, 9° 26′ 9″ O)            | Kaufmannshaus (Apotheke)                          | Kaufmannshaus (Apotheke); um 1490; zweigeschossiges geschlämmtes Backsteingiebelhaus mit Satteldach, Front mit Stufengiebel, spitzbogigen Hochblenden und hohem, gestuftem Spitzbogenportal, innen Reste spätgotischer Ausmalung - Begründung: geschichtlich, wissenschaftlich, künstlerisch, städtebaulich; Als Apotheke zunächst Delphin-Apotheke, später dann Doc-Morris-Apotheke. Heute in Anlehnung an die Kirchengemeinde beziehungsweise den Stadtbezirk Nikolai-Apotheke. - Schutzumfang: gesamtes Objekt - Denkmaltyp: Bauliche Anlage, Mehrheit von baulichen Anlagen: Platzrandbebauung Südermarkt | weitere Fotos \| Fotos hochladen |
| 53             | Südermarkt 15 (54° 46′ 58″ N, 9° 26′ 9″ O)            | Hauptpastorat der Nikolaikirche                   | Hauptpastorat der Nikolaikirche; 1743, verm. Ludwig Henning Schack Neumann; zweigeschossiges Backsteintraufenhaus mit auf hohem Sockelgeschoss mit pfannengedecktem Mansarddach und dreigeschossigem übergiebeltem Mittelrisalit, Fassade in Rot- und Gelbstein mit Lisenen und Pilastern, Mittelportal mit Freitreppe - Begründung: geschichtlich, künstlerisch, städtebaulich - Schutzumfang: gesamtes Objekt - Denkmaltyp: Bauliche Anlage, Sachgesamtheit: Kirche St. Nikolai | Fotos hochladen                  |
| 4050 Wikidata  | Südermarkt 15 - 16 ()                                 | Stadtmauerreste                                   | Alteintragung (Aktualisierung vorgesehen) - Begründung: geschichtlich, wissenschaftlich, städtebaulich - Schutzumfang: Alteintragung (Aktualisierung vorgesehen) - Denkmaltyp: Bauliche Anlage | weitere Fotos \| Fotos hochladen |
| 14344          | Südermarkt 16 (54° 46′ 58″ N, 9° 26′ 9″ O)            | Kompastorat der Nikolaikirche                     | Hauptpastorat der Nikolaikirche; 1899/1900, Arch. Alexander Wilhelm Prale; zweigeschossiger Backsteinbau auf hohem Sockelgeschoss mit reicher neogotischer Gestaltung und Schieferdach, marktseitig flacher übergiebelter Mittelrisalit, an der stumpfen Ecke zum Nikolaikirchhof Kastenerker mit schlankem Turmhelm - Begründung: geschichtlich, künstlerisch, städtebaulich - Schutzumfang: gesamtes Objekt - Denkmaltyp: Bauliche Anlage, Sachgesamtheit: Kirche St. Nikolai | BW                               |
| 283            | Toosbüystraße 6 (54° 47′ 27″ N, 9° 25′ 51″ O)         | Wohn- und Geschäftshaus                           | Wohn- und Geschäftshaus; 1905, Maurermeister Martin Jensen; viergeschossiger Putzbau mit Berliner Dach, aufwändige Gestaltung in Jugendstilformen, Klinkerblenden, dreigeschossige Kastenerker mit Zwerchgiebeln - Begründung: geschichtlich, künstlerisch, städtebaulich - Schutzumfang: gesamtes Objekt - Denkmaltyp: Bauliche Anlage, Mehrheit von baulichen Anlagen: Wohn- und Geschäftshäuser Toosbüystraße 1-37/Norderstraße 27-29 | BW                               |
| 1478           | Toosbüystraße 7 (54° 47′ 26″ N, 9° 25′ 49″ O)         | Wohn- und Geschäftshaus                           | Wohn- und Geschäftshaus; 1900–01, Architekt C. Sander; viergeschossiger Backsteinbau mit Putzgliederung und Berliner Dach, aufwändige Gestaltung in historisierenden Jugendstilformen, Seitenrisalite leicht flach übergiebelt - Begründung: geschichtlich, künstlerisch, städtebaulich - Schutzumfang: gesamtes Objekt - Denkmaltyp: Bauliche Anlage, Mehrheit von baulichen Anlagen: Wohn- und Geschäftshäuser Toosbüystraße 1-37/Norderstraße 27-29 | Fotos hochladen                  |
| 284            | Toosbüystraße 8 (54° 47′ 27″ N, 9° 25′ 50″ O)         | Wohn- und Geschäftshaus                           | Wohn- und Geschäftshaus; 1905, Maurermeister Martin Jensen; viergeschossiger Putzbau mit Berliner Dach, Fassade in Jugendstilformen, mittig dreigeschossiger Polygonalerker mit Klinkergliederung - Begründung: geschichtlich, künstlerisch, städtebaulich - Schutzumfang: gesamtes Objekt - Denkmaltyp: Bauliche Anlage, Mehrheit von baulichen Anlagen: Wohn- und Geschäftshäuser Toosbüystraße 1-37/Norderstraße 27-29 | Fotos hochladen                  |
| 297            | Toosbüystraße 9 (54° 47′ 26″ N, 9° 25′ 48″ O)         | Wohn- und Geschäftshaus                           | Wohn- und Geschäftshaus; 1902, Gebr. Hummel; viergeschossiger Bau mit ausgebautem Berliner Dach, historisierende Fassadenzier mit Klinkerblende, mittig verputzter Polygonalerker mit seitlichen Balkonachsen, Altanabschluss und Zwerchgiebel - Begründung: geschichtlich, künstlerisch, städtebaulich - Schutzumfang: gesamtes Objekt - Denkmaltyp: Bauliche Anlage, Mehrheit von baulichen Anlagen: Wohn- und Geschäftshäuser Toosbüystraße 1-37/Norderstraße 27-29 | BW                               |
| 285            | Toosbüystraße 10 (54° 47′ 27″ N, 9° 25′ 49″ O)        | Wohn- und Geschäftshaus                           | Wohn- und Geschäftshaus; 1905–06, Maurermeister Martin Jensen; viergeschossiger Putzbau mit Berliner Dach, historisierende Jugendstilformen, Kastenerker mit einseitigen Balkonachsen; viergeschossiger Hofflügel - Begründung: geschichtlich, künstlerisch, städtebaulich - Schutzumfang: gesamtes Objekt - Denkmaltyp: Bauliche Anlage, Mehrheit von baulichen Anlagen: Wohn- und Geschäftshäuser Toosbüystraße 1-37/Norderstraße 27-29 | Fotos hochladen                  |
| 286            | Toosbüystraße 12 (54° 47′ 27″ N, 9° 25′ 48″ O)        | Wohn- und Geschäftshaus                           | Wohn- und Geschäftshaus; 1906, Maurermeister Martin Jensen; viergeschossiger Putzbau mit Berliner Dach, untere Fassadenhälfte verklinkert, Gliederung in historisierenden Jugendstilformen, dreigeschossige Erker mit Balkonachsen, viergeschossiger Hofflügel - Begründung: geschichtlich, künstlerisch, städtebaulich - Schutzumfang: gesamtes Objekt - Denkmaltyp: Bauliche Anlage, Mehrheit von baulichen Anlagen: Wohn- und Geschäftshäuser Toosbüystraße 1-37/Norderstraße 27-29 | Fotos hochladen                  |
| 1480           | Toosbüystraße 14 (54° 47′ 27″ N, 9° 25′ 47″ O)        | Wohn- und Geschäftshaus                           | Wohn- und Geschäftshaus; 1906, Maurermeister Martin Jensen; viergeschossiger Putzbau mit Berliner Dach, Fassadenzier in historisierenden Jugendstilformen, Kastenerker mit Balkonachsen, viergeschossiger Hofflügel - Begründung: geschichtlich, künstlerisch, städtebaulich - Schutzumfang: gesamtes Objekt - Denkmaltyp: Bauliche Anlage, Mehrheit von baulichen Anlagen: Wohn- und Geschäftshäuser Toosbüystraße 1-37/Norderstraße 27-29 | BW                               |
| 289            | Toosbüystraße 16 - 18 (54° 47′ 27″ N, 9° 25′ 45″ O)   | Wohn- und Geschäftshaus                           | Wohn- und Geschäftshaus; 1904, Baugeschäft Schwark u. Körner; viergeschossiger Putzbau, Eckhaus mit turmartigem Eckerker mit Glockendach, Fassaden im Landhaus- und Jugendstil, Klinkerzone im Erdgeschoss, Fachwerkelemente in den Giebeln - Begründung: geschichtlich, künstlerisch, städtebaulich - Schutzumfang: gesamtes Objekt - Denkmaltyp: Bauliche Anlage, Mehrheit von baulichen Anlagen: Wohn- und Geschäftshäuser Toosbüystraße 1-37/Norderstraße 27-29 | Fotos hochladen                  |

## Quelle
- Liste der Kulturdenkmale in Schleswig-Holstein – Stadt Flensburg (PDF)